# 不能犯 (漫画)
『不能犯』（ふのうはん）は、宮月新原作、神崎裕也作画による日本の漫画作品。『グランドジャンプ』（集英社）にて、2013年10号から2020年23号まで連載された。2018年に実写映画化作品が公開。

## あらすじ
宇相吹正は、とある電話ボックスに依頼人が殺して欲しい相手の連絡先と理由を書いた手紙を貼ると、完璧に始末してくれることから、SNS上では「電話ボックスの男」と呼ばれていた。彼の犯行は、マインドコントロールによって精神的に追い詰め、ショック死させることから、警察では実証不可能な犯罪であることから「不能犯」と呼ばれていた。
ある事件で刑事・多田友樹は宇相吹の身柄を確保し、事情聴取を実行するも逮捕に至らず、多田と宇相吹の行動は平行線を辿り、様々な事件を引き起こすようになる。

## 登場人物

### 主要人物
宇相吹 正（うそぶき ただし）
本作品の主人公兼狂言回し。常に黒いスーツを着た経歴不詳の男。
依頼を受けて標的と定めた人間に対し、巧みな心理操作で、思惑通りに動くよう誘導し、最終的に極度の精神異常からのショック死または自殺に追いやったり、あるいは殺人などの犯罪行為を犯させることで破滅に追いやる凄腕の殺し屋で、劇中において依頼された殺しに失敗したことは（標的を殺す前に依頼者が死亡または植物状態になるなどで、依頼自体が無効となったケースを除き）ほぼ皆無である。
ただし劇中で宇相吹に殺しを依頼した依頼者たちのほとんどは、思惑通りの結末を迎えること無く、大抵は依頼完遂後に依頼者自身も何らかの形で破滅または死という悲惨な結末を迎える。
依頼人を選別している事が幾度か描かれており、明言はされていないが破滅を招く依頼人から優先的に仕事を受けている様子がうかがえる。
その心理操作能力は文字通り天才的なもので、口先だけで人の猜疑心、焦燥感、恐怖心、欲望を極限まで掻き立てるばかりか、意図した内容の幻覚、幻聴を見せたり、果てはその人物の“本能”を刺激することで人間離れした腕力、握力、抱擁力、などを引き出させるといったことさえもこなしてしまう。そうした優れた心理操作能力によって決して自身は手を汚すことなく殺しを完遂し、証拠も出さないため警察からは「不能犯」と呼ばれ、警察の沽券を脅かす要注意人物として警視庁捜査一課からもマークされている。
「マンションの大家に家賃の滞納で説教され頭が上がらない」「ターゲットの近くにいる邪魔な人間は酸素を睡眠ガスと誤認させて眠らせるにとどめる」など「殺しとは無縁」の相手に対して能力を用いて命を奪うことはしない。また仕事と身を守る以外に能力を使うことは殆どなく、金銭的・物質的な利益に全く興味はない。
異性に対しては第一話で夜目美冬と肉体関係を持っているが、それ以降は一切関心を示す描写が無い。
嘘をつくことに何ら躊躇しない一方「約束」した事は必ず守る。しかし殆どの場合、その「約束」の裏に秘められた事情を相手は気付かずに破滅を招いている。
1回の殺しについて具体的な報酬などの話題が触れられることはほとんどないが、ある依頼では依頼者が手に入れた2000万円の半額の1000万円を報酬として手に入れている。また、殺しのルールとして“子供、赤ん坊を標的とした殺しは受けない”“依頼人が死なない限り、依頼をキャンセルすることはできない”と掲げている。この2つに加え、「正義の権力」編（8巻）以降は“多田刑事を標的にした殺しは請け負わない”ルールを追加した。
無類の猫好きで大量の猫を飼っており、猫たちにはこれまで自分が殺してきた人物の名前を名付けている。住んでいるマンションでは「宇田川」「宇野」などの偽名を名乗って借りている。決め台詞は「愚かだね… 人間は」（たまに「哀れだね」「悲しいね」など変化する事がある）。
黒いスーツのいで立ちに、片目が隠れるほどの長い前髪とパーマがかったぐしゃぐしゃの髪型で、ニヤッと不気味に笑うことから初対面の相手にはほぼ気味悪がられる。性格はどう見ても陰気そのものだが、本人は陽気を自称しており、好きな番組はお笑い番組。初対面の人間相手にギャグを披露したこともあるが、相手に気味悪がれている状況で当然ウケる筈もなかった。また、上述の赤ん坊殺しを依頼した依頼人である赤ん坊の母親を事故死させた直後にどこか寂しげな表情で、ぬくもりが残っている内に赤ん坊を母親の遺体に抱かせるなど、歪ながらも慈悲のような振る舞いを見せたこともある。
都内のボロマンションに大量の猫と暮らしており、あまり殺しの依頼が入らないらしく家賃を数か月滞納することはザラで、水道を止められたこともある。「復讐の覚悟」編でそのマンションが燃えてしまったため、しばらくは猫たちと共にホームレス生活を送るが、「浮気心」編で依頼者たちが心中事件（宇相吹による殺し）を起こして事故物件になってしまった高級マンションの一室を月2万円という破格の家賃で契約し、引っ越した。
甘党でパンケーキを食していることが多く、一方で酒を苦手としており、よく牛乳を飲んでいる。
一度殺しの依頼を受けたら必ず遂行しており、宇相吹が殺人をやめるには上述のルールにもあるとおり“依頼人が死亡する”か“宇相吹を殺す”しかないとのこと（最初に百々瀬を殺害しようとした時は依頼人の精神が崩壊し、結果的に「依頼を完遂した」ので殺害する必要がなくなった）。
しかし次第に多田への執着から、宇相吹本人も自覚するほど行動に影響が出るようになる。多田を守るために依頼と関係無い殺しをした時には「自分がルールを破った」事に驚き、またその事実に喜んでいた。
南条が「依頼者を殺す」「標的を宇相吹より先回りして殺す」という執拗な妨害を行ったときには依頼も無いのに殺意が湧くことをありえないと否定していたが、それについては南条を「最高の敵」として依頼なしでの殺害を「最大の敬意の表明」だと述べている。
そのような心境の変化から、ついに精神操作能力を喪失し「不能犯」ではなくなってしまうが、南条の裏切りで精神的に疲れ果てていた多田が「自分の正義」を曲げた事で能力を取り戻す。
最終的に百々瀬を守ろうとした多田によって刺されて転落するが、何の痕跡も残さずその姿を消す。
劇中、最後の登場は治療中の多田が、周囲の人間が異様な姿に見える事に驚愕した時に「自分と同じ景色が見えている」と幻影となって伝えた場面である。
多田 友樹（ただ ともき）
本作品のもう一人の主人公。警視庁杉並北署配属のノンキャリア刑事で、階級は巡査部長。宇相吹のマインドコントロールが効かない数少ない人物。片想いの相手であった美冬の死を通じて宇相吹の能力に気付き、宇相吹による連続殺人事件を阻止するため奔走する。特技は剣道。
性格は真っ直ぐで超が付くほどの馬鹿正直。困っている人や間違った道に進もうとする人間を見ると、助けたり説教せずにはいられない性格で、物語冒頭で「それが馬鹿を見る羽目になる」とよく宇相吹に忠告されており、実際にその実直な態度で接した熱い想いが事件の被害者（依頼人）に届くことはなく、ほとんど破滅的な末路を迎えている。
当初は交番勤務だったが、ある時不良万引きグループを管轄外まで追いかけ回して逮捕したことがあり、上司に叱責されはしたものの、その功績で所轄に転属し刑事になった。
当初は所轄の杉並北署だったが、ある事件を契機に本庁の「宇相吹事件専従捜査班」に百々瀬共々転属になる。
捜査班が成果なく解散した後、南条の策略で宇相吹から離される事になるが、それに対し宇相吹は「処刑教室」にてマインドコントロールをかけた女子中学校の生徒について「多田が自分を追いかける限り殺害を延期する」と少女達を人質にする。
その後「宇相吹を追う連続殺人鬼Ｘ」を追うことになるが、その正体が尊敬していた南条だと知って大きな精神ダメージを受けてしまう。
そこで宇相吹が力を失い、更に殺人容疑で逮捕されたことで「宇相吹の潔白の証拠」を百瀬から示されてもあえて見逃し、結果として宇相吹の復活に手を貸してしまうことになり、警察を辞職しひとり宇相吹の殺害を決意しモッズコートを着て宇相吹を追い求める。
そして「人質」となった女子中学生を監禁して立てこもった南条を「宇相吹を殺すための実験」として殺害しようとするが、かつて尊敬していた南条を殺せず、逆襲され泣き叫んで逃げ惑う事になる。
南条が宇相吹に殺害された後、対面した宇相吹から自分を殺すように要求されるが、駆けつけた百々瀬に制止される。そこで「百々瀬が闇にのみ込まれる前に宇相吹を殺す」と本心を吐露したところ、百々瀬からは「ただの多田センパイが好き」だからと止められる。
その時に宇相吹が百々瀬を殺害しようとした事で宇相吹を殺し、更に自分の首を切って自殺を図るが、懸命の治療で一命を取り留める。
数年後、百々瀬と結婚し探偵業を営む姿が描かれるが、宇相吹の問いかけた「人間の正体」について悩んでいる。
百々瀬 麻子（ももせ あさこ）
本作品におけるヒロイン。多田の後輩。階級は巡査。多田同様、宇相吹による連続殺人事件を阻止するため奔走する。物語途中、本庁の宇相吹事件捜査課の方針に耐えかねた多田が辞職するも、こっそりと彼が提出しようとしていた辞職届を隠し持っていた。多田共々本庁に転属になる。
捜査班の解散後、多田に近づく南条を幾度か疑うものの、南条にはぐらかされてしまう。
更に宇相吹に近づく事を恐れる多田の頬を平手打ちして活を入れる事もあった。
多田が警察を辞めてからは、自ら宇相吹に対面していた。宇相吹は闇に呑まれない彼女を強いと認めつつ「決断しないズルい強さ」だと評していた。
最終的に宇相吹を刺した多田が自らの首を切ったのを助け、退院後に結婚、数年後には子供を授かっている。結果的には二度、宇相吹にマインドコントロールされて二度とも助かった唯一の人物である。
保坂 篤史（ほさか あつし）
宇相吹に接触した探偵。多額の借金を抱えている。日常では味わえない刺激を求めて探偵になったものの、浮気調査や芸能人のスキャンダル調査など刺激のない依頼ばかりに辟易していたところ、ある調査をきっかけに知り合った宇相吹の殺人にとても感動して、あの殺人をもう一度見てみたいという危険な願望から宇相吹に接触しようと何度も試みるが、当の宇相吹からはことごとくかわされる。
「偽装の家族」編にて宇相吹のかけたフェイントによって、彼が次の殺しのターゲットにすると踏んでいた人物に殺されそうになるが、その際に正当防衛から相手を殺してしまったことで、「殺人を見るのではなく、自ら殺すことでより大きな刺激を得られる」と、殺しの快楽に目覚めてしまい、「宇相吹 正」を自称するなどして暴走。
さらに当の宇相吹から「これ以上、貴方と絡んでいても無価値」だと屈辱的な言葉で嘲られたことから、宇相吹本人に対して逆恨みを懐き、本物の宇相吹を殺害して自らが成り代わるべく、彼の自宅マンションに放火し、偶然居合わせていた多田を襲うも、火災に巻き込まれて両目を失明する。
宇相吹への復讐のために結夏に利用されるが、瀧を刺して共々階段から転げ落ちて死ぬ。
夜目 美冬（やめ みふゆ）
多田の上司で第1話のキーパーソン。階級は警部補でキャリア組。かつて高校生だった河津村の息子を誤認逮捕し、その結果彼を自殺に追い込んでしまったという過去を持ち、現在もその罪悪感からか薬を常飲しなければならないほどに精神的に不安定気味となっている。
自分の担当する殺人事件の容疑者に浮上した宇相吹を執拗に追うが、自身の過去への罪悪感や葛藤に付け込んだ宇相吹のマインドコントロールにかけられてしまい入浴時に自分の手首を切ってしまう。なおこのとき宇相吹と肉体関係を結んでいるが、これは劇中で示された宇相吹の最初で最後の女性関係である。実際には出血自体は死に至るほどのものではなかったが、大量出血したと思い込んで、そのまま湯船で意識を失い、死亡してしまう。全ては河津村の依頼によるものであった。
実際に登場したのは第1話のみであったが、彼女の死は部下の多田や、姉の結夏のその後の人生にも大きな影響を与えることとなり、その後の話でも多田や結夏のモノローグや幻覚などで頻繁に登場する。
夜目 結夏（やめ ゆいか）
夜目美冬の姉。心理カウンセラー。警察官になった妹を支えるために渡米してカウンセラーのキャリアを積んでいたが、その間に美冬が起した誤認逮捕や自殺騒動により、妹を支えられなかったことを深く後悔。その後、妹を死に追いやった宇相吹への報復のために彼を殺害すべく来日。宇相吹との接点が強く、彼のマインドコントロールが通用しない多田を宇相吹殺害の『武器』として利用すべく、誘導するなどして暗躍するが、ある事件がきっかけで多田が宇相吹に関する記憶を失ってしまったことで計画が頓挫し、代わりに宇相吹に陥れられて両目を失明しながらも、彼への報復心を失っていなかった保坂に目をつけ、彼を多田の代わりの『武器』に仕立て上げる。万全の状態で宇相吹と遂に直接対峙するも、自身の計画を先読みしていた宇相吹に逆に嵌められ、彼に呼び出されていた瀧を保坂が宇相吹と間違えて刺殺してしまう。そして、一連の行動は全て宇相吹のマインドコントロールにかけられたものであったことを告げられ、全てが宇相吹の掌で踊らされていたことを思い知らされた絶望と敗北感、そして瀧をも巻き込んでしまった罪悪感に耐えかねて保坂が使用したナイフで喉を切って自殺するという、皮肉にも妹と同じ顛末を迎えることとなった。
しかし、最後に多田宛てに遺書を残しており、その文面には自らの敗北を踏まえて、宇相吹を殺してしまったら彼の思い通りになることから、多田に『宇相吹を殺さないで』という宇相吹の意図とは逆のことが書かれており、遺書を読んだ多田は彼女の遺志を受け継ぐべく、宇相吹を殺すのではなく逮捕することで己の信ずる『正義』を証明することを誓った。
瀧 真秀（たき まほろ）
精神科医。結夏の恩師にして上司。マインドコントロールという常人では成し得ない方法で殺人を繰り返す宇相吹の手口を調査する多田に対し、精神学的観点からの見解を述べたり、助言を入れるなど物語の序盤から度々協力していた。
結夏が帰国してからは、彼女と多田を引き合わせたり、宇相吹に関する記憶を喪失した多田を診察するなどしていたが、その中で結夏が復讐に命をかけていることを見抜くと、彼女の心が破綻する前に元の彼女に戻すべく、密かに宇相吹に接触。『彼女に殺されないでくれ』という依頼をするが、その結果、宇相吹へ結夏の思惑を知らせる形になり、更に宇相吹から遠回しに唆され、結夏にこれ以上復讐に固執するのを止めさせようと『宇相吹に固執し続けた者の末路』の例として彼女を保坂に引き合わせた結果、自身の意図とは反対に、彼女の燻っていた復讐心を一気に再燃させてしまった。
遂には自らも結夏の裏をかこうとした宇相吹の策略に巻き込まれる形となって、保坂に刺された上、その衝撃で一緒に階段から転落して死亡してしまう。
南条 伸太朗（なんじょう しんたろう）
江戸川署から杉並北署へ転属してきた刑事。階級は警部補。37歳。髪を染め顎鬚を生やし、Tシャツの上にジャケットを羽織るなどカジュアルないで立ちで、フレンドリーな性格だが優秀。本庁から戻ってきた多田とコンビを組む。しかし、その目的は多田を宇相吹から興味を無くさせ、宇相吹を精神的に壊すためのものだった。宇相吹のことは下の名前の「正」と呼んでいる。
缶入りのブラックコーヒーを愛飲しており、彼に絡むキーアイテムにもなっている。
かつては少年係に属しておりパトロール中に宇相吹と出会い少しずつ親しくなり世話をするようになるが、補導した少女が宇相吹に殺されたことで逆上し宇相吹を刺し殺す。その結果心が壊れかけたものの宇相吹への怒りや恐怖を閉じ込めることで平静を保つようになる。しかし宇相吹が生きていたことを知って封じ込めていた感情を抑えきれなくなり、以降は殺人をも躊躇なく行えるようになる。その一方で自ら殺した相手の死を心から悲しんだり、遺族の前で涙を流すなどの二面性がある。
宇相吹の見たい闇に共鳴する能力があり、宇相吹の標的を先回りして殺すことで宇相吹を追いつめようとする。
施設に寄付をしたり遊び相手を務めることで子供たちから懐かれているが、その資金は補導を装って連れ込んだ家出少女を殺して奪った金である。
「不能犯を追い求める連続殺人鬼Ｘ」として次々に殺人を犯し、宇相吹から殺されかけるが、寸前で殺人鬼の正体を見抜かれた警察に逮捕される。
しかしそれに備えて手なずけていた家出少女による宇相吹への依頼で同僚の赤井を脅迫して脱走する（赤井はその場で殺害した）。
更に伊達の残した情報から宇相吹の正体を「次々に体を入れ替えている存在」だと考え、次の対象を多田に選んだと見当をつけた（これについて宇相吹は一笑に付して否定している）。
そして多田に対する「人質」にされている女子中学生らを監禁して立てこもり多田を呼びつけ殺害しようとしたが、そこに現れた宇相吹の精神操作により自らを刺して死亡した。
その最期に対し宇相吹は傍らにコーヒー缶を供えつつ、南条こそが「人間の正体が強さなのか脆さなのか知りたくなったキッカケ」であり「最高の敵（とも）」だったと評した。
有馬　美世子（ありま　みよこ）
精神科医。初登場は「処刑教室」で校医としてだった。5年前に医大生であった事から年齢は二十代後半と思われる。
カルトに入れ込んで精神を病み家庭を崩壊させ、家をゴミ屋敷にしてしまった母親を元に戻すため、力を失った宇相吹に協力を求めその力を取り戻そうとする。
そして母親を救いたい一心で、殺人を犯し全てを捨ててまで宇相吹の力を取り戻させる。宇相吹は約束通りに母親の洗脳を解いて正気に戻すが、その結果として自分のしてきた事を理解した母親が罪の意識から自殺してしまったのを留置場で聞いて狂乱し、その後の登場は無い。
なお宇相吹はこの結末を予想しつつ、普段とは異なる沈痛な表情を浮かべており、有馬に対し感謝していた模様である。

### 警察関係者

#### 宇相吹事件専従捜査班
宇相吹正の殺人を解決するために警視庁本庁が設立した宇相吹事件の捜査班。捜査を担当するキャリア組だけで構成された宇相吹事件専従捜査班第一班の宇相吹事件専従捜査本部と、事務作業を担当する宇相吹事件専従捜査班第二班に分かれる。第二班は捜査の邪魔になった刑事を閉じ込めておく所謂島流し先で、地下室で事件のデータ処理などをさせられている。
「正義の権力（ちから）（8巻）」編にて人望のない蒲生が諏訪部に嫉妬したことによって解体の命令を出したことで解体させられてしまう。
宇相吹事件専従捜査本部
諏訪部（すわべ）
警視庁本庁所属のキャリア組で「宇相吹事件専従捜査班」で指揮を執る。階級は警視。宇相吹の逮捕に執念を見せるが、彼のやり方は宇相吹が殺人を犯したところを抑えて決定な証拠として逮捕する方針で、時には人命を軽視した発言をしたこともある。傲岸不遜で多田・百々瀬をあからさまに見下す性格などと相まって、激昂していたとはいえ呼び捨てで呼ばれるほど多田とは相性がとても悪い。「正義とは権力（ちから）」がモットー。
ある事件を契機に多田・百々瀬を「宇相吹事件専従捜査班」への転属を命ずるが、それは捜査に邪魔な多田・百々瀬を班の事務処理をさせるのが目的で、本質は島流し同然の左遷だった。
違法捜査をするなど問題が多い人物ではあるが、宇相吹の逮捕への執念は本物であり、榎本のいうところによると一課の人心を掌握している。
宇相吹事件専従捜査班の解体後は違法捜査が上層部にばれて査問されることとなり、失脚する。
蒲生（がもう）
警視庁捜査一課長。階級は警視正で諏訪部と榎本の上司。諏訪部以上に傲岸な性格で、すぐ部下を恫喝するので人望はない。
榎本（えのもと）
宇相吹事件専従捜査本部所属の刑事。諏訪部を心から慕っている。諏訪部の失脚後は左遷され、所轄に異動になったが諏訪部の意志を継ぐべく多田や皆川らと共に宇相吹を追う。ノンキャリアの皆川らに弄られて微妙な表情を見せるも、捜査ではキチンと連携が取れていたりと、上手くやっている。
宇相吹事件専従捜査班第二班
皆川（みながわ）
宇相吹事件専従捜査班第二班の班長を務める。階級は警部。
天瀬（あませ）
宇相吹事件専従捜査班第二班所属の刑事。巡査部長。

### 各事件および各話の登場人物

#### 「冤罪の償い」編（1巻）
木島（きじま）
物語冒頭で宇相吹に殺害された闇金業者。飲んでいたアイスティーに蟻が溶けるほどの猛毒を盛られて殺された描写だが、それは宇相吹のマインドコントロールによるもので実際は毒など盛られておらず、糸くずを蟻だと思い込んでいた。この事件は美冬の担当となる。
河津村（かつむら）
夜目美冬の部下の刑事。美冬よりも遥かに年上。美冬に温かく接していたが、実は宇相吹の依頼人で美冬の殺害を依頼した。動機は美冬に誤認逮捕され取り調べに耐えかねて自殺した高校生の息子の敵討ち。美冬の死亡後に宇相吹と会い、本性を現しながら感謝の言葉を述べていたと自身は思っていたが、実は同僚刑事が大勢いる前で自白していた。

#### 「姉妹の裏切り」編（1巻）
夢原 優（ゆめはら ゆう）
この話における宇相吹の依頼人。26歳の風俗嬢。10歳のころに両親が離婚し、会社を経営していた父親に引き取られた。離婚後に父親の会社が倒産し、日々DVにおびえる日々を送っていた。風俗嬢になったきっかけは父親の借金の返済だが、父親が死んでも未だに続けている。
ある時SNSで双子の姉の唯を偶然見つけ、彼女の家を調べ近況報告とお祝いの言葉を書いて送ったが返事もなく、結婚式に招待もされないので唯を妬み、“唯を直接殺すのではなく、自分と同じ生き地獄を味合わせるため”に、克明を唯に殺害するように宇相吹に依頼する。
後に、宇相吹から渡された姉からの結婚式の招待状と唯の手紙を受け取って真実を知り、自分が取り返しのつかないことをしてしまった罪悪感に耐えかねて責任を取り、首吊り自殺をする。
夢原 唯（ゆめはら ゆい）
優の双子の姉で大手デザイン会社勤務の26歳。榊克明と婚約中でハワイでの挙式を翌月に控えている。
帰宅途中で「貴女を殺しに来ました」という宇相吹と出くわし、恐怖さながら自ら運転する車でその場から逃げ、その後車をガードレールに衝突させてしまうが、この時から宇相吹のマインドコントロールは始まっていた。
克明が勤める病院に入院するが、宇相吹のマインドコントロールにより食事も薬にも手を付けず、遂には克明が同僚の看護師と浮気をしていると強く思い込み、注射器で克明を殺害してしまう。
その後は、瀧の勤務する病院に転院して治療（公判は延期中）を続けていたが「宇相吹の闇」編（4巻）にて再登場。自分から婚約者と妹、そして自分が手にするはずだった幸せを全て奪い去った宇相吹へ強い恨みを抱いていた。別の病院に転院すべく多田と百々瀬の護送を受けるが、その直前に多田と瀧の会話を聞いていたことから、多田が宇相吹のマインドコントロールが通じない人間であることを知り、多田に宇相吹を殺害させるべく、百々瀬を人質にして強引に彼らを宇相吹の下へ向かわせて対峙させる。しかし一向に動かない多田に痺れを切らし、最後の手段として宇相吹の目の前で首に万年筆（百々瀬を人質にするために使用したもの）を突き立てて、それを宇相吹の手に握らせることで、宇相吹を殺人の現行犯に仕立て上げると、多田に宇相吹を処刑台に立たせることを託し、息を引き取った。
榊 克明（さかき かつあき）
唯の婚約者で榊総合病院の長男で次期院長。33歳。
宇相吹にマインドコントロールされ事故で入院した唯を励まし、懸命に治療するが同僚の看護師と対面で話をしているところを、唯にキスをしていると誤解され、“あの看護師に心変わりをして邪魔になったから私を殺そうと車に細工した”と強く思い込んだ唯に刺殺されてしまう。
実は宇相吹に優の殺害を依頼していた。唯はこれまで生活で深く傷ついた優を想い、一緒に暮らそうとしていたが、克明は唯に一方的な恨み妬みを抱く優と同居などすれば、自分たちの家庭をメチャメチャにされると猛反対していたので唯は返事を出せずにいた（宇相吹に優の殺害を依頼したのも同様の理由からだった）。言うなれば夢原姉妹にボタンの掛け違いを生じさせ、今回の悲劇を引き起こした元凶といえる。
それでも唯は優を結婚式には招待するつもりで自分の車のダッシュボードに招待状を用意していた。

#### 「家の中の真実」編（1巻）
羽田 健（はねだ けん）
この話の宇相吹の依頼人。高校のころからの付き合いの桃香と結婚してマンションを購入したばかり。隣に住んでいる鳥森が自分の家のゴミを漁ったり、家の中を覗くので宇相吹に依頼する。
依頼完遂後、桃香の本性と鳥森の挙動の真意を知って絶望すると、再び宇相吹の前に現れて、妻と自分の殺害を依頼したが、その後の動向は不明。
鳥森 広志（とりもり ひろし）
羽田夫婦が住んでいるマンションに管理組合長。70歳で5年前に妻を亡くして年金と警備員のアルバイトで暮らしている。宇相吹に飲んでいる飲み物が、煙草の吸い殻を飲まされたとマインドコントロールされ殺される。
羽田 桃香（はねだ ももか）
羽田健の妻。ゴミを漁ったり部屋を覗いたり勝手に入る鳥森におびえている。実は健が仕事に出ている間に他の男を家に上げてドラッグセックスをしており、注射器を使うほど酷く薬物依存になっていた。鳥森がゴミを漁ったり部屋を覗いていたのは、それを調べていたから。
最終的に妻の本性を知った健は、自分と一緒に桃香を殺害するように依頼したが、その後の動向は不明。

#### 「中年男の恋」編（1巻）
鈴本（すずもと）
この話のキーパーソン。電車で瑞原に美人局にあい、100万円を恐喝されている。同僚の付き合いでも酒やキャバクラにも行かないので妻子持ちであるにもかかわらず、童貞ではないかと適当な噂を流されるほど真面目な性格。
瑞原の相談に真摯に乗るが、同時に恋心を抱いてしまい、彼女を助けたくて宇相吹に相談してしまう。
真美（まみ）
鈴本の娘で浪人生。瑞原とは予備校が同じだが、浪人しているので年上になる。予備校で成績の良い瑞原をいじめており、100万円を恐喝している。宇相吹にマインドコントロールされた鈴本により首を絞められて殺される。
瑞原（みずはら）
真美にいじめられている女子高生。進学校に通っている。真美に裸の写真を餌に100万円を恐喝されており、電車で鈴本に美人局を実行する。宇相吹に駅のホームで突き落とされ電車に轢かれてしまうが、実は宇相吹が鈴本に仕掛けたマインドコントロールで、この話における宇相吹の依頼人。鈴本のことを「自分の娘もまともに育てられない色ボケジジイ」と酷評していた。
宇相吹の依頼者の中で、最終的に自身の思惑通りに事を運ぶことのできた数少ない人物。

#### 「家族を愛しすぎた男」編（1巻）
門倉（かどくら）
この話の宇相吹の依頼人。ひとり娘を未成年のひったくりグループによって怪我を負い植物人間にさせられたので、ひったくりグループの殺害を宇相吹に依頼する。
ひったくりグループは宇相吹により、門倉の家の中でおもちゃのナイフを使ったマインドコントロールによって殺されたが、宇相吹により妻と娘は既に死んでいる現実を知らされ、完全に精神崩壊し、家に火を放ち焼身自殺する。
芳江（よしえ）
門倉の妻。亜衣がひったくりグループにより植物人間状態となってからは彼女を自宅で看病していたが、ある日亜衣が亡くなってしまいその事を夫の門倉に告げたが、娘の死を受け入れたくない門倉と言い合いになり、彼から突き飛ばされた際に壁に後頭部を強打して亡くなってしまう。
亜衣（あい）
門倉の娘。ひったくりグループによって怪我を負い、植物人間となってしまった。門倉によると、夫妻の間にようやく授かった娘である事が語られている。

#### 「親失格」編（1巻）
我妻 雅（あづま みやび）
19歳のギャルママ。邪魔になったので息子で赤ん坊の春樹の殺しを宇相吹に依頼するが、「子供の殺しは対象外」として一度は断られる。その後「我妻さんからの依頼を受けました」という宇相吹からの電話を受け指示された場所に春樹をベビーカーに乗せ電車で向かう。地下通路へつながる階段から不慮の事故に見せかけて落として始末する段取りだと聞かされていたが、排水溝の隙間にピンヒールを挟んで階段から転げ落ちて死んでしまう。思慮がとても浅く、指示された内容の意味を考えていないだけではなく、電車の中で宇相吹が自分の子供と人形をすり替えても死の間際まで気付かなかった。
我妻 春樹（あずま はるき）
雅の息子。名付け親は祖母（我妻）。遊びたい盛りな雅からは完全に邪魔者扱いされ、微塵の愛情を受けずに育てられていた。
母親の身勝手極まる動機で殺しの標的にされるが、宇相吹が子供の殺しを嫌っていた上に、その前に母親自身が殺しの標的となっていたために最終的に事なきを得た。春樹自身はどんなに邪険な扱いを受けようとも母のことを慕っており、雅が死亡した際には号泣し、母親の死後、自らを引き取ることになった祖母に対して、「ママを返せ」と（宇相吹のマインドコントロールによる幻覚とはいえ）血の涙を流すほどに凄まじい憎悪の表情を浮かべながら恨み節を呟いていたが、それが春樹の気持ちなのかは不明。
我妻（あづま）
雅の母親で大学で教育学の教鞭をとる教授。著書がベストセラーになっているが娘が前述の様子なので雅の殺害を宇相吹に依頼する。孫である春樹の名付け親。孫から母親の仇として怨念を向けられる幻覚を見せつけられ絶叫する。

#### 「神待ちサイトの悪魔」編（2巻）
別所 清志（べっしょ きよし）
杉並北署の生活安全課課長の刑事で階級は警部。職場でも家庭でも良い父親、良い刑事であるように振る舞うことに疲れ、精神が歪んだ結果、援助交際をする女子高生を攫って別室で暴行・監禁する危険な性格の持ち主。
監禁していた女子高生が逃げ出し、その始末を宇相吹に依頼する。宇相吹を追っていた多田と共同捜査する素振りを見せるが、監禁部屋に誘導して多田を捕らえ自分の犯罪をなすりつけようとしたが、宇相吹にマインドコントロールされていたとは気づかず、窓から転落して死ぬ。ちなみに殺害を依頼した女子高生は宇相吹によってただの錠剤を毒薬と思い込まされて死んでいる。
大家（おおや）
宇相吹が「宇田川」という偽名で住んでいるオンボロマンションの大家。饒舌なおばさんで、家賃を3ヶ月も滞納する宇相吹に職業を聞いて殺し屋と答えられると、何人か殺して家賃を納めろと返している。マンションが火事になるまで度々登場していた。
宇相吹に対しては憎まれ口ばかり叩いていた反面、マンションが火事になった際には宇相吹の無事を確認して心配していた旨を伝え安堵するなど情の厚い一面も見せていた。その直後に宇相吹のマインドコントロールで彼に関する記憶を消され、宇相吹は貯まっていた家賃を利息込みで懐に入れて立ち去った。劇中、宇相吹に幾度も関わりながらその「闇」に最後まで触れなかった唯一の人物である。

#### 「課長の椅子」編（2巻）
成瀬（なるせ）
サプリメントの会社で営業二課の係長。独身。成績トップで人当たりも良く、次期課長も時間の問題と噂されているが、本人は昇進の重圧に耐え切らず、乗り気でいれずにいる。
バーで宇相吹と会い「休みたい」と愚痴を漏らしたことでヤドクガエルの毒を盛られたとマインドコントロールされ、原因不明の疾病でしばらく休職するが、復職したときは同期の戸塚に課長昇進の辞令が出ていた。宇相吹に詰めよるも、本心では課長になりたくてたまらない内心を看破され、釣りに行っていた戸塚を海に突き落として殺し、課長昇進の辞令を取り戻すも、全ては道重による策略であることが知り、権力欲が暴走して公衆の面前で彼女を縊り殺す凶行を行ったことから、全ての犯行が暴かれ逮捕される。その後は取調室において「もっと良い椅子に座りたい」とゴネるが、取り調べ担当の刑事から「そんな椅子にはもう一生座れないよ」と皮肉を返された。
戸塚（とづか）
成瀬の同期。妻子持ちで釣りが趣味。成瀬によると接待でのウケもよい。釣りをしている最中に成瀬に突き落とされ殺される。
道重（みちしげ）
成瀬と戸塚の同期で、この話の依頼人。女性であるがゆえに出世から見放されており、出世への執着心がとても強い。宇相吹に依頼して成瀬に戸塚を殺させ、その証拠を写真に収め成瀬を恐喝するが、成瀬に逆上され首を絞め殺される。それが戸塚の葬式でのことであったことから、結果的に成瀬の破滅の決定打となった。

#### 「夫の素顔」編（2巻）
下條 美喜男（しもじょう みきお）
この話のキーパーソン。メガバンクのエリートバンカーで高級ホテル住まいをしているが、実は宇相吹のマインドコントロールでそう思い込まされており、実際は倒産寸前の町工場経営者で、ネットカフェで寝泊まりしていた。3日間都合の良い思い込みを見せられたあと宇相吹にオモチャのナイフで刺殺されており、自分で自分の殺害を宇相吹に依頼していた。理由は自分の保険金で妻子と工場を守るため。しかし、工場は下條の妻の努力で銀行融資を取り付けており、なんとか再開の目処が立っていたが、それが下條に届くことはなかった。

#### 「隠したい過去」編（2巻）
加島 夏美（かしま なつみ）
元風俗嬢。お見合いパーティーでOLと嘘をついて風間との婚約に漕ぎ着けたが、風間の後輩の矢崎に弱みを握られ、レイプされてしまう。さらにその様子を撮影され、それに耐えかねて「過去をネタに私を脅す者を殺してほしい」と宇相吹に依頼する。
しかし、その後になぜか夫が矢崎に殺されたことを知り、状況が理解できず動揺しながらも、撮影された動画を探すべく矢崎の部屋を捜索するも見つからずに混乱する。
そこへ宇相吹が現れ、矢崎を殺す筈がなぜ夫を死なせたのか問い詰めるも、彼から夫が自分の過去を突き止めていたことや、復讐と性的な興奮の捌け口として矢崎を唆した黒幕であったことを打ち明けられ、呆然自失となった。
風間 雅之（かざま まさゆき）
夏美の婚約者で飲食チェーンの本社に勤めている。
密かに夏美の経歴を訝しみ、探偵を雇い夏美の過去を突き止めて憎しみを抱いたが、同時に興奮してしまい、復讐と個人的な嗜好も兼ねて矢崎を雇い夏美を撮影するように依頼する。
今回の騒動の元凶的存在であったが、そうとは知らなかった夏美が自分の過去をネタに脅す者を殺してほしいを依頼したために、それに忠実に従った宇相吹からマインドコントロールされた矢崎に包丁で首を切られ殺される。
矢崎（やざき）
風間の大学の後輩で、風間の会社がチェーン展開する寿司屋の板前をしている。夏美の元客だと脅して、夏美をレイプし、さらにその現場を撮影して動画にすることで彼女の弱みを握った。
夏美から依頼を受けた宇相吹によってマインドコントロールをかけられ、目につく人間が次々に巨大な魚に見えてしまう幻覚に悩まされることとなる。結局その状態のまま職場に出たところ、店の外に宇相吹の姿がいるのを見つけ、彼と目が合った直後、同僚から「手を止めるな」と叱咤されて慌てて魚を捌こうとしたが、気がつくと丁度視察のために店を訪れていた風間の首を刺してしまっており、なぜこのようなことになってしまったのかわからないまま彼を殺してしまい、殺人の現行犯で逮捕される。
実は夏美の客だったというのは嘘で、実際には彼女の働いていた店に行ったことさえなく、実際は風間から彼女の過去を教えてもらった。消費者金融に借金があり、風間からその借金建て替えと追加報酬を引き換えに、『夏美の本当の姿』をビデオカメラで撮るように依頼されていたのが事の真相だった。
その後「被害者の風間と魚を間違えた」と正直に警察に主張するが、受け入れてはもらえなかった。それでも多田はその取り調べの場で矢崎の証言から、彼が宇相吹にはめられたことに気付いた。

#### 「別れの理由」編（2巻）
葉月（はづき）
宇相吹行きつけのカフェの店員。最近借金までして入れ込んでたホストに別れを切り出され、恨んでいたところ宇相吹が殺し屋であることを知ってリョウの殺害を依頼する。リョウの死を知った後、「リュウが手渡していたお金は元を辿れば自分のもの」と考えて、お金を渡していた子供の母親の元へお金を回収するために宇相吹のマインドコントロールで本物と錯覚したオモチャのナイフを手に乗り込んでいくが、そこで待ち受けていた宇相吹から真実を知らされ、最後は子供の母親の手で『正当防衛』として撲殺される顛末を迎えた。
ちなみに宇相吹が彼女の勤めるカフェの行きつけになったのはこの依頼のためであり、去り際に店で食べていたケーキを「毎日通うのが苦痛だった」くらいに不味いと酷評していた。
リョウ
葉月が入れ込んでいたホスト。葉月に突然別れを切り出し店を辞めて、身に付けていた服やアクセサリーを売り飛ばしてコンビニでアルバイトをしている。宇相吹のマインドコントロールで車に轢かれたと思い込んだまま死んだ。
子供の母親
一人息子をリョウが運転する車にひき逃げされた母親。店を辞めたリョウは彼女と会っておりお金を渡していたが、それは事件を表ざたにしないでほしいという身勝手なもの。宇相吹の本当の依頼人であり、リュウが渡してきたお金を奪還しようと乗り込んできた葉月を宇相吹と共に待ち構えており、『正当防衛』を名目に自ら金属バットで殴り殺す。
宇相吹の依頼者の中で、最終的に自身の思惑通りに事を運ぶことのできた数少ない人物。

#### 「強い男」編（2巻）
勇人（ゆうと）
この話の依頼人、気が弱く幼馴染の理沙に恋心を持っていたが、ある時理沙が藤沢にセクハラされている現場を目撃して宇相吹に依頼する。だが、実際は理沙と藤沢の関係を知っており、殺害の標的には理沙も含まれていた。
最期は理沙が自分を殺害すべく突きつけていた包丁に自ら刺さりに行く形で彼女に抱きつき、そのまま彼女への歪んだ執念から発揮した怪力で背骨をへし折って殺害すると、彼女との幸せだった過去の思い出を思い返しながら息を引き取った。
藤沢（ふじさわ）
勇人と理沙が通う高校の教諭。陸上部顧問。教え子である理沙と恋愛関係にある。飲んでいるコーヒー缶に毒が盛られていると宇相吹に思い込まされ、死の恐怖に錯乱しながらも、依頼をキャンセルさせようとする理沙に宥められ、自宅で待っていたが、理沙たちの下へ赴く前に宇相吹の手で、何らかの方法でショック死に追いやられた。
園田 理沙（そのだ りさ）
高校3年生、陸上部所属。藤沢と恋愛関係にあるが、ある日学校で性交していたところを勇人に見られ、それを藤沢にセクハラされていることと思い込んだ勇人が宇相吹に藤沢の殺害を依頼する現場へ同伴させられてしまう。その場では勇人に真実を話すことが出来なかったが、その後に宇相吹が本当に藤沢を殺害しに来たのを見て、藤沢と自分は恋愛関係にあると主張するが宇相吹から依頼をキャンセルする条件として"依頼を止めるには依頼人を殺すしかない"というルールを提示され、勇人の元へ駆ける。
そして、勇人に包丁を向けながらも真実を打ち明けるが、当の勇人から初めからすべて知っていたこと、そして幼少期から好意を抱いていたことを打ち明けられる。そこへ現れた宇相吹から勇人の本当の依頼内容が"藤沢と理沙の殺害"であったことを告げられる中、自ら突きつけていた包丁に刺さりに来る形で勇人に抱きつかれ、自身への執念から怪力を発揮した勇人によって背骨をへし折られて殺される。

#### 「正義の味方」編（3巻）
牧原 こずえ（まきはら こずえ）
2年前に多田が刑事になるきっかけとなった不良万引きグループの少女。
更生したように装って多田の前に現れるが、実際は多田を逆恨みしており、多田を罠にはめて警察職を失脚させるつもりだったが、そこへ別の依頼人からに殺しの依頼を受けた宇相吹が現れ、ガソリンと称した水をかけられ、焼死したと思い込まされたまま、狂乱した末ショック死してしまった。
なお、彼女自身は当時は不良グループからいじめられ、万引きも半ば強引に加担させられていたが、結局警察は自分の言い分を聞き入れてくれずにそのまま不良グループと共に高校を退学となったと語っていたが、宇相吹によると多田に逮捕された後も不良たちとつるんで、最近では美人局をしており、今回の依頼はその被害者からだった。

#### 「賭ける男」編（3巻）
桜井（さくらい）
会社員で妻子持ち。子供は病気が重く、すぐにでも手術をしなければ死ぬと言われているが、手術費用として1500万円必要で、貧乏なので手術を受けられずにいる。くじ運の強い迫田に頼んで「当たったら半額渡す」という条件で宝くじを買ってもらい、それが2000万円当たるが、迫田が渡さないことから、独り占めされたと思い、金を取り戻すべく宇相吹に追田の殺害を依頼する。
迫田が殺された後、彼から取り戻した宝くじを換金するが、2000万円のうち、半額の1000万円を宇相吹に依頼料として徴収されてしまう。残りの500万円を工面すべく、1000万円を元手に競馬で当てようと考えるが、全て擦ってしまった。そこで後述の真実を知り、責任を取る形で迫田と同じ死に方をし、自身にかけていた生命保険から息子の手術代を工面し、それによって息子の命は救われた。
迫田（さこだ）
桜井の後輩でくじ運が強い。桜井の妻とは同期入社。桜井にくじは当たってないと嘘をつくが、それは当選金をギャンブル狂の桜井から守り、桜井の妻に息子の手術費用として渡すための嘘で、それを知らずに依頼を受けた宇相吹により、スズメバチに刺されて死ぬという思い込みをさせられショック死する。

#### 「傑作の代償」編（3巻）
遠野 栄太郎(とおの えいたろう)
29歳の彫刻家志望の男。バイク死亡事故の現場を目撃して閃いた作品が、奨励賞を受賞して彫刻家の仲間入りを果たす。美大のころから春日と付き合っており、大賞を取れたら彼女の両親に報告にいく予定である。コンクールの応募作品に悩んでいたところ、宇相吹に会う。その後目の前で都合よく人が死ぬ現場を目撃して、それを閃きに大賞を取る。指輪を持って春日の元へ行くが、審査委員長の堀ノ内早春と一緒に歩いているところを春日に裏切られたと思う。その後宇相吹から真実を知るが、放心状態であり、彼の耳に届くことはなかった。
その次話の「いじめられっ子の夢」にも登場。一連の事件のショックから半ば精神崩壊を起こした状態となりながら執拗に作品制作に没頭しており、その様子を見た多田は彼もまた宇相吹に壊された被害者と痛嘆した。また、自身の部屋にあった宇相吹の殺しの依頼を受ける際に使用するメモの燃えカスがきっかけで、多田は次の宇相吹への依頼者を特定することとなる。
春日（かすが）
遠野の恋人。いい作品を作ってほしくて宇相吹に「遠野栄太郎が作品を作れるよう、あなたが望む死をあなたに見せてほしい」と依頼する。ある時父親である堀ノ内早春と一緒に歩いていたところ、賞のために色仕掛けをしたと思い込んだ遠野の望み通りの死となり、全てがブロンズ像に見えるとマインドコントロールされた堀ノ内早春によって撲殺される。死の淵に遠野に謝罪するが、彼は放心しており、届かなかった。
堀ノ内 早春（ほりのうち そうしゅん）
春日の父で、芸術コンクールの審査委員長。堀ノ内は雅号。宇相吹のマインドコントロールで見るものすべてがブロンズ像に見え、迫ってくる女を自分の娘とは気づかず撲殺してしまい、倒れ掛かった娘に圧死する形で死ぬ。

#### 「いじめられっ子の夢」編（3巻）
梶 優子（かじ ゆうこ）
入学した高校でクラスになじめず、いじめられている。教室に居場所がないため、誰も来ない非常階段に入り浸っている。都市伝説系の話が好きで、怜奈の持ってきた宇相吹を呼ぶことに遊び感覚で乗る。「2人で仲良く死ぬ」を依頼するが、実行寸前に多田・百々瀬に保護され、ホテルの部屋に連れてこられる。しかし、既にマインドコントロールされた後であり、怜奈を絞殺して自身は窓から投身自殺する。
高梨 怜奈（たかなし れな）
優子が入学した高校で初めて出来た友達。中学のころからの友達に既読スルーされたりしていじめられている。優子に電話ボックスの殺し屋の話をして、2人で遊び感覚で宇相吹を呼び出し続ける。その後多田・百々瀬に保護され、保護先のホテルで、「殺されるかもしれない」とメールした友人からは謝罪の電話が来たことで疎外感を覚えた優子によって絞殺される。怜奈としては一時の寂しさ紛れのために優子と仲良くしていただけに過ぎず、直前に「デブス」と優子を罵っていたことも仇となった。

#### 「家政婦の献身」編（3巻）
浅尾 玲子（あさお れいこ）
資産家 大河内家に派遣された家政婦。当初は欲がなく「愛情込めてお世話した人が喜んでくれるならそれだけで満足」と述べるほど、献身的かつ誠実で実直な性格の持ち主であったが、ある日現れた宇相吹から、大河内からの個人的な謝礼として破格の札束を手渡されながら、マインドコントロールをかけられ、以後、毎日手渡される謝礼に欲に目が眩み、次第により多くの謝礼を欲して、とうとう肉体的なサービスまでも用いるなど、より多額の謝礼を得るために、なりふり構わない行動に走り始めてしまう。
しかし、身体まで捧げた自身のサービスに対して謝礼が500円しか渡されなかったことに激昂し、大河内邸に乗り込んで、彼を絞殺してしまうも、我に返った直後、現れた宇相吹からこれまで手渡されていた謝礼が新聞紙の切れ端を幻覚で札束に見せられていただけであったことや、「大河内さんから殺しの依頼を受けていた」ことを聞かされ、全ては自身に遺産を相続させるのを阻止するために大河内の娘である敏子が仕向けたことと思い、金に目がくらんだばかりに取り返しのつかないことをしてしまったと絶望。その後は自宅アパートで首吊り自殺を遂げてしまう。
大河内 巌（おおこうち いわお）
浅尾の派遣先の大豪邸に住む資産家。高齢と病気によって意思疎通が困難であり、浅尾の介助を受けながら生活していたが、ある日を境に宇相吹を通して彼女に多額の謝礼を渡すようになる。その後、金の亡者と成り果てた彼女の暴走によって、絞殺されたかに思われたが、実は浅尾に仕掛けたマインドコントロールで、浅尾が殺害したのは娘の敏子であった。
この話における宇相吹の依頼人で、本当は意思疎通ばかりか会話も流暢にできる。一連の出来事は全て彼が自分の遺産を相続させるに相応しい人間であるか見極めるための『テスト』であり、自身は浅尾が素直に謝礼（と思い込んでいた紙くず）を返してきていたら、本当に遺産を相続させるつもりでいた。彼曰く、まだまだ『テスト』を受けさせたい血縁者が沢山いるとのことで、その後も宇相吹に協力を求めながらもそれを楽しんでいるかのように狂笑していたが、その後の動向は不明。
（他の依頼者たちと趣旨が異なるものの）宇相吹の依頼者の中で、最終的に自身の思惑通りに事を運ぶことのできた数少ない人物。
大河内 敏子（おおこうち としこ）
大河内の娘。金遣いが荒く、傲慢な性格で、耄碌した（ふうに装った）父親や家政婦の浅尾のことを雑に扱っていた。そのため、父親からは端から見限られており、浅尾のテストのための実験台にされる形で、最終的に金銭欲に溺れた彼女の手で絞殺される（浅尾は巌を殺害しているものと錯覚していた）。

#### 「不幸を呼ぶ女」編（3巻）
久米（くめ）
この話のキーパーソン。尚子がパート勤務する会社の主任。真面目で面倒見がよく、尚子の1人息子の宗樹（むねき）の保育園に迎えに行くのを任されるほど、信頼される人物。久米の工場で宇相吹の噂がされていて、それを聞きつけ個人で接触をする。尚子に惚れており、尚子の看病疲れから解放するために彼女の旦那である宏次の殺害を依頼する。その後尚子と再婚するが、事件から半年後、尚子の依頼を受けた宇相吹により、食べていた弁当の中身をムカデと思い込まされ、ショック死する。尚子のために闇に堕ちる覚悟を本気で決めていたが、宇相吹が散々釘を刺してまで忠告していた闇に堕ちる覚悟はあるのか？の意味を“尚子の幸せのために、宏次を殺した罪を背負う覚悟があるか？”という意味に思い込んで、彼女の心に潜んだ禍々しい本性には最期まで気付くことはなかった。
国分 尚子（こくぶ なおこ）
1人息子がいるパート主婦。1年前に旦那が何者かによって襲われ、会話もままならないほどの全身麻痺が後遺症として残っている。日に日にやつれており、旦那を襲った犯人も捕まらないどころか、手がかりすらないので周りから同情されている。これまでも大学入学前に両親を事故で亡くし、進学を諦め、就職先では体を壊して解雇されるなど不幸続きの半生を送っている。宇相吹によると尚子はミュンヒハウゼン症候群であり、親からは育児放棄され、友人もいなかった幼少期に骨折をして入院した時に、親や教師クラスメイトから同情されたことで快楽を覚え、以降、周囲から同情を買うために、自ら幸せの絶頂の時に敢えてそれを壊すようなことをして、『不幸な女性』であることを自作自演していた。宏次も久米も、尚子にとっては最初から周囲から同情を買うための“生贄”にしか思われていなかった。また、宇相吹は両親の事故死も尚子が仕組んだことだと見立てている。その後の動向は不明だが、最後のコマでは息子の宗樹を次の“生贄”にしようと考えていることを示唆していた。
国分 宏次（こくぶ ひろつぐ）
尚子の夫。1年前に人気のない夜道で何者かに背中を刃物で刺され以降会話もままならない植物状態となってしまっている。
犯人は未だに見つかっておらず、警察は手がかりさえも掴めていない状態であったが、その真実は妻である尚子の手で刺されたことが明かされている。
入浴介護を終えて病室に戻る途中、久米の依頼を受けた宇相吹によって、車椅子を押していた看護師がマインドコントロールをかけられ、病室だと思い込んで入った階段から転落死する。
国分 宗樹（こくぶ むねき）
尚子の一人息子。保育園児。忙しい母に代わって世話をしてくれる久米を慕っている。
半年後、小学校に入学するが、その矢先に義父となった久米を失う。それでも悲しみに暮れる尚子を健気に励ましていたが、その時、尚子は彼を次の自身の“生贄”とすることを決めていた。その後の動向や安否は不明。

#### 「探偵の誤算」編（3巻）
保坂の依頼人
保坂に仲井戸秀樹の妻と名乗る依頼人の中年女。夫の秀樹の様子が怪しく、保坂に依頼し調査してもらっていたところ、同じ会社の渡瀬文佳（わたせ ふみか）との浮気の証拠を掴む。保坂に3000万円払うから殺してほしいと依頼して後日、宇相吹を紹介してもらい、「仲井戸と愛人を殺してほしい」と依頼する。依頼通り仲井戸と愛人の渡瀬を殺した後、2人を殺した証明として宇相吹が2人の所持品を持って現れてくるが、その中に渡瀬と赤ん坊が写っている写真を見せられる。「3日間も誰にも見てもらえないなら、赤ん坊は死んでいるだろう」と宇相吹に脅され渡瀬のマンションに急行し、部屋に入ると寝かされていた赤ん坊の人形を自分が殺したと思い込みベランダから投身自殺する。
仲井戸の妻と名乗っていたのは仲井戸に騙された結果であり、実際は仲井戸には別居中の妻がいた。周囲にも再婚したと吹聴していたのでそう信じ切っていたが、実際は婚姻関係はなく仲井戸の愛人のひとりであり、仲井戸の愛人を殺してほしいの依頼通りに死ぬことになった。ちなみに写真の赤ん坊は渡瀬の甥である。
仲井戸 秀樹（なかいど ひでき）
保坂が浮気調査していた男。同じ会社の部下の渡瀬文佳と愛人関係にあり、依頼を受けた宇相吹から催淫剤入りカクテルをご馳走してもらい、宇相吹オススメのバーの裏で渡瀬とセックスをしていたところ、電車に撥ねられて死ぬ。2人ともバラバラ死体で身元の確認ができないほど損傷が激しかった。

#### 「親の愛」編（4巻）
江口（えぐち）
1人息子の学を育てながらパートで働くシングルマザー。学が関わるイジメの現場を目撃し、何をするか分からないほど思いつめている。ある日パートを早退し、修平（しゅうへい）を包丁で脅し拉致して自宅に監禁する。彼女が修平を拉致したのは学が犯罪まがいのいじめを修平に科すため、このままでは学の後の人生に関わるという身勝手な理由で拉致した、所謂モンスターペアレント。最期は学共々爆死する。
萩原（はぎわら）
江口がパート勤務するスーパーマーケットの店長。1人息子の修平を育てるシングルファザー。江口が忘れた手帳から学が修平をいじめる証拠写真を偶然見つけ、学の殺害を宇相吹に依頼する。宇相吹・萩原が江口と邂逅した時、当初江口からは誤解で学の殺害を依頼したと思っていたが、萩原は最初から修平をいじめる主犯が学だと分かった上で殺害を依頼した。宇相吹が学がそろそろ中毒死すると嘯くので、狂乱になった江口に包丁で心臓を刺されて死ぬ。自分を修平がいじめられていることに気付かなかったことを自分で責めていたが、自らの命を持って修平を守ったことになってしまった。結果として自己犠牲を払う形となったものの、自身の思惑通りに事を運ぶことができた。
江口 学（えぐち まなぶ）
江口の1人息子。3人組で万引き・恐喝・傷害など常習する札付きの不良。萩原の依頼を受けた宇相吹が「君たちを殺しに来た、僕を捕まえてごらん」と嘯くので、宇相吹を建設現場に追い詰め角材で宇相吹をタコ殴りするが、この時、すでに宇相吹の手でマインドコントロールにかけられており、彼らが宇相吹と思い込んで一生懸命殴っていたのは可燃性で有毒の揮発性有機溶剤であった。母親が駆けつけた時にはすでに薬品が充満し、仲間共々末期の中毒状態に陥っており、さらに一服しようと火をつけ、仲間、そして母親を道連れに爆死する。
萩原 修平（はぎわら しゅうへい)
学ら3人組の不良にいじめを受けている同級生。初めは彼が江口の息子であるかのような描写をされていたが、実際は萩原の息子であった。
半ば口封じ同然の理不尽な動機から学の母親である江口にも拉致された上に、自分の知らぬうちに父親を殺されてしまうという、作中屈指の不運な人物といえる。

#### 「スキャンダル」編（4巻）
川島 仁（かわしま ひとし）
この話の依頼人。職業は芸能マネージャー。猫嫌い。宇相吹のマインドコントロールが効かない人間であり、宇相吹としては多田以外に『自分を殺せる人物』として一目置かれる。担当である杏奈とのキス写真を保坂に撮られ、口止め料として1000万円要求されていた。「密会現場の盗撮に関わる人間を始末して事態を収束させたい」と保坂の殺害を宇相吹に依頼する。その後、スキャンダル写真の真実と自分の依頼内容の本当の意味に気づき、『依頼をキャンセルするためには自分を殺すしか無い』という、宇相吹の誘導を前に、激しい葛藤の末に灰皿で宇相吹を殴り殺そうとするが、人殺しという極度に異常な心理状態に陥ったことで、暗示に対する抵抗力が失われ、マインドコントロールが効いてしまい、その結果、宇相吹と錯覚して杏奈を殴り殺してしまい、そのショックから投身自殺する。
依頼者である川島が死亡したため、保坂の殺害は取りやめになったものの、宇相吹からは今まで消えていった「（マインドコントロールが）通じない人たち」と同じだったとして深く失望されることとなった。
田中 杏奈（たなか あんな）
杏那（あんな）という芸名で、事務所一押しとして売り出し中のアイドル。まわりに内緒で川島と付き合っている。川島は彼女のアイドル生命を守るために『密会現場の盗撮に関わる人間を始末』することを依頼したものの、実は川島と隠れて付き合うことに嫌気が差し、スキャンダルが発覚して引退してもいいと思っているが、当の川島が煮え切らない態度なため、保坂に依頼してわざとスキャンダル写真を撮らせていた。杏奈としては、そのまま盗撮した写真を週刊誌に売りつけてもらいスキャンダルを確立させる腹積もりだったが、スキャンダル写真だけではあまり稼げないと考えた保坂の独断によって川島が強請られたことで、自らの意図が拗れる形となった。
自分たちの前に宇相吹が現れ、全ての真相が明らかになると、宇相吹から自らも密会現場の盗撮に関わる人間として殺しの対象に加えられたことを告げられると、泣きながら川島に助けを求めるが、既のところで宇相吹のマインドコントロールにかかってしまった川島から宇相吹と錯覚され、殴り殺される形で依頼通り死ぬ。喫煙者。

#### 「顔」編（4巻）
百合子（ゆりこ）
整形依存症のキャバクラ嬢。源氏名は紫音（しおん）。あからさまな整形と無理に作ったキャラクターで客からの受けは悪い。入店してきた澪が自分の人生を踏みにじった真理恵であることに気づくと、自分と同じ目に合わせてほしいと宇相吹に依頼する。依頼が遂行された後は憑き物が取れたのか、勤めている店を辞め顔を元に戻して、やり直すことを決意する。
一見すると、最終的に自身の思惑通りに事を運ぶことのできた上に、自分自身も前向きに歩みだすというハッピーエンドを迎えたかに見えるが、その後の動向や安否は不明。
折坂 真理恵（おりさか まりえ）
百合子の店に『澪（みお）』という源氏名で入店してきた新人のキャバクラ嬢。学生時代はソフトボール部。美人で会話も上手なので客の受けも良いが、内心で客の悪口を言っているなど、本性は悪い。実は百合子とは高校の同級生で同じ部活であり、理不尽な難癖をつけて百合子の顔を金属バットでフルスイングして鼻を骨折させ、彼女を整形依存に陥らせた。バッティングセンターに来ていたところ、宇相吹が現れ恐怖に駆られて、逃げ惑っているところ他の客が打っているバットのフルスイングを受け、病院に入院する。
鼻を潰されたので治すための整形手術を受けるが、包帯が取れる前に宇相吹のマインドコントロールで整形前の百合子と同じ顔にされたと思い込み、かつて自らが百合子にさせたように整形依存症になった上、無計画に整形手術を重ね過ぎた結果、顔面崩壊し、妖怪のような悍ましい形相へと成り果てるという因果応報な顛末を迎える。
形成外科を転々とする真理恵の前に宇相吹が現れ彼の名刺を貰い、自身を陥れた百合子への報復を決意するという、“復讐は復讐を生む”という付箋が置かれたシュチュエーションで話の幕が閉じる。
11巻の再登場時には宇相吹への復讐だけに凝り固まっていたが、百合子への復讐は依頼しなかったのか、既に完遂されているのかは不明である。

#### 「偽装の家族」編（4巻）
野々村 栄子（ののむら えいこ）
コンビニパートの主婦。娘の梓が最近家出をしていたので保坂に依頼して阿比留と援助交際している事実を知り、保坂の提案で娘を弄ぶ変態男を殺してほしいという依頼をする。宇相吹に「あなたの大切な人が家に帰ってきた」と報告が入り、仕事を放り出して一目散に帰宅するが、全てを知ってしまい利昭を殺害。そして自らの舌を噛み切って自殺する。
野々村 利昭（ののむら としあき）
栄子の夫で梓の継父。長期出張が多く、その間を縫って家族サービスも欠かさないなど理想の旦那として、栄子からも深い信頼と愛情を寄せられていたが、その裏では日に日に成長していく梓に欲望が抑えきれず、性的暴行をはたらき、その一部始終を撮影したり、梓の下着などをコレクションする変質的な本性を秘めていた。
宇相吹に唆され、秘密のコレクションを処分するために内緒で帰宅したが、最後に撮影した映像を見てオナニーしていたところ、栄子が帰宅。全てを暴かれゴルフクラブでタコ殴りされ死ぬ。皮肉にもその顛末は文字通り娘を弄ぶ変態男を殺してほしいという妻の依頼内容そのものな結末となった。
野々村 梓（ののむら あずさ）
栄子の娘。義父の利昭が出張中に家出し、阿比留のアパートに同居している。
義父の利昭から性的暴行を受けており、その真実を母親に打ち明けることができず、利昭が出張に出た隙をついて家を出る形で逃亡し、利昭への復讐の代行心理から阿比留の下で援助交際を行っていた。
その次話の「復讐の覚悟」編にも登場。保坂が阿比留を殺害した一部始終を目撃しており、警察に保護された後、阿比留を殺害した人間が『宇相吹 正』と名乗っていたことを証言する。
阿比留 保（あびる たもつ）
梓の交際相手。生活保護を受けながらドラッグセックスをする男。
保坂は宇相吹が阿比留を殺すものだと思い込んで連日見張っていたが、阿比留からは気付かれていた。
野々村夫妻が死んだ直後、保坂を金属バットで襲撃するが咄嗟に近くの木の枝で喉を刺し貫かれ、死亡してしまう。
これにより保坂は、胸に秘めていた危険な殺人欲を抑えられなくなり、以降、『宇相吹 正』を自称し、暴走していく。

#### 「復讐の覚悟」編（5巻）
富永（とみなが）
酒が原因で入院している男。最初は宇相吹正と自称する保坂に依頼するが、直後に尾行していた本物の宇相吹が現れ正式に依頼することになる。依頼内容は浮気をする妻と自分の主治医・見上（みかみ）の殺害。依頼は密会する2人を"コブラ"と称した洗濯バサミで2人の喉を挟み、そのまま殺すつもりだった。しかし、暴走した保坂にバールで何度も殴られ重体で運ばれ来た多田を手術するために（当直医は見上しかいなかった。）、宇相吹のルールである"依頼人が死亡する"を利用した結夏によって自殺に見せかけて窓から突き落とされて殺される。よって依頼は遂行されなかった。

#### 「浮気心」編（5巻）
加納 拓生（かのう たくお）
不動産の営業マン。現在では黒い短髪にメガネをかけた真面目な風貌であるが、3年前までは金髪やアクセサリーを身に着けた、今とは正反対の印象のヤンキーであった。
新人である小早川の教育係となって、手取り足取り教えていたところに部屋を探しにきた宇相吹が現れる。
宇相吹に認知的不協和解消の心理と指摘されてから、小早川を強く意識するようになる。段々欲求が抑えられなくなり、元々の病的な女好きの性格を蘇らせ、小早川にキスするが、同時に長い間抑えていた性欲の反動のためか、常人外れな怪力で彼女を両手で抑え過ぎてしまい、そのまま顔を潰してしまう形で殺してしまう。
その後、宇相吹に揺動された由紀乃の手で自身も撲殺されることとなる。
加納 由紀乃（かのう ゆきの）
拓生の妻。今から3年前に合コンで出会った拓生によって処女を奪われるが、自身の元来の性格であった猛烈なほどに独占欲や執心、嫉妬心の強い性格によって強く束縛し、彼の病的な女好きの性格を草食の性格に変えてしまう。
拓生に対する束縛は半ば狂気的で、職場に女性がいるだけでヒステリックを起こすほどで、小早川に欲を起こさないように宇相吹にテストの意味で小早川の殺害依頼をする。
最終的に拓生が小早川を殺してしまう結果となったが、由紀乃にとってはどちらでも良く、「拓生が塀の中に入ることで異性と触れ合う機会を断たれるならそれで良い」と思っていたものの、宇相吹から女刑事（百々瀬）が拓生を逮捕しにくると聞いたことで独占欲が暴走し、拓生の元へ駆けつけ彼を撲殺すると、自分は薬物自殺を遂げた。
小早川 加菜（こばやかわ かな）
拓生が勤める会社に入社したばかりの新人社員。
拓生に対しては先輩後輩として下心なども無く接していただけであったが、由紀乃の半ば身勝手な動機から今回の殺しの依頼の対象とされてしまう。
宇相吹から自身の殺しを告げられた恐怖から、偶々鍵を持っていた管理物件のマンションに隠れ、拓生に電話で助けを求めるが、この時、宇相吹からマインドコントロールをかけられたことで駆けつけた拓生に迫り、彼の抑えていた性欲を暴走させ、殺されてしまう。
大家
拓生が勤める会社に一室を委託管理を任せていた高級マンションの大家。管理を任せていた部屋が、拓生が絡む殺人事件によって事故物件となり、入居者が入らなくなると困っていたところ、保坂にマンションを放火され、住居を無くした宇相吹から2万円という破格の値段でゴリ押しされ、入居を認めさせられる。

#### 「旧友」編（5巻）
杉田 いずみ（すぎた いずみ）
百々瀬の高校の同級生。旧姓は黒沢（くろさわ）。公園でホームレスの炊き出しのボランティアをやっている。
本当は専業主婦なのだが、子供が産めない体なので、掌を返した杉田家（夫、義両親）にきつく当たられ、今ではいない者として扱われている始末。居場所を探すためにホームレスのボランティアに所属して陽一とは恋人ではあるが、同時に自分の孤独を癒すための共依存の関係であり、宇相吹からは「傷ついた自尊心を癒やすための道具」にしか思っていなかったことを指摘されている。
宇相吹に自分を孤独に陥れる人間を皆殺してほしいという依頼をして、百々瀬と杉田家の人々の殺害を依頼する。
依頼通り夫と義両親を「ネイルガンで全身に釘を打ち込まれる」錯覚を見せつけながら空砲を打ち込むことでショック死に追いやる形で殺害（同じく標的であった百々瀬はマインドコントロールで交通事故を誘発するように誘導させられるが、居合わせていた結夏の機転によって難を逃れた）してもらい、陽一と共に新しい生活を初められると喜ぶも、その陽一が自分に内緒で職を探して更生しようとしていたことを知り錯乱。初出勤に出向こうとする彼に「ひとりにしないで」と叫んだことで、彼もまた依頼内容であった自分を孤独に陥れる人間の一人と見做した宇相吹の手で陽一を殺され、自身はその数日後に再起不能なまでに精神崩壊した状態で所属していたボランティア団体によって発見、保護された。
結果的に彼女を救えなかったことを知った百々瀬は、深い無力感に苛まれ、宇相吹と渡り合えるのは多田しかいないことを痛嘆させられるのであった。
伊川 陽一（いがわ よういち）
いずみの恋人。3ヶ月前まで無職でホームレス同然の暮らしをしていたがいずみと出会い、面倒を見てもらっている。昼間から酒をあおり、いずみにパチンコ代の面倒まで見てもらっている。時にいずみに暴力を振るうなど、ボランティア仲間やホームレス仲間からの評判も最悪。
献身的に面倒をみてくれるいずみの想いに応えようと彼女に内緒で職を探し、ようやく見つけた夜勤の仕事に初出勤しようとしていたところをいずみに目撃され、更生してほしくない彼女と口論になったところを、自分を孤独に陥れる人間を皆殺してほしいという依頼を果たそうとする宇相吹の手で、杉田家の面々同様にネイルガンの空砲で撃たれ、ショック死する。

#### 「輝き」編（5巻）
淳（あつし）
多田が入院している病院で同じく重度の心臓病で入院している母親の息子。甘えん坊で所謂マザコンであり、母親の勧めで剣道をしているが本人はまったくやる気がない。
母親を勇気付けるため人肌脱いだ多田が稽古を付け、それなりに実力はついたものの、次の大会の対戦相手がインターハイ常連の実力者のため、尻込みしていたが多田に檄を飛ばされ試合に挑む。
結局試合は勝ったものの、それは相手を5万円で買収した八百長試合であったため、それをネタに強請られてしまい、口封じのために宇相吹に殺しの依頼をする。結果的に自身の思惑通りに事を運ぶことこそできたものの、淳自身は取り返しのつかないことをしてしまった後悔と罪悪感に押しつぶされ、手術室の前で母親の手術が終わるのを、ただ泣きながら待つだけだった。
峰岸（みねぎし）
淳の剣道の試合の一回戦の対戦相手。インターハイ常連の実力者だが、淳の買収により八百長で負ける。それをネタに淳を強請り、大金を要求したことから、進退窮まった淳の依頼を受けた宇相吹により、小麦粉を青酸カリと思い込まされ、共に淳を強請ろうと目論んでいた友人共々、ショック死させられる。

#### 「ある男の理想」編（6巻）
坂口（さかぐち）
多田の交番勤務時代の先輩で階級は巡査。当時から刑事志望で、地道の検挙を重ねるなど努力家。保坂に殴られて一時記憶喪失になった多田の治療の一環で、一時外出するため同行するための警察官として登場する。一軒家を購入し、多田を誘う。結夏の許可もあり、家にあげてもらい坂口の家族全員で多田と結夏をもてなす。
息子のテニスのコーチにいそしんだり、家族サービスに熱心になるなど、多田の知っていた坂口とは変化が見られる。しかし本質は努力しても刑事になれなかった彼のやりきれない思いを、家族にぶつけていただけにすぎず、妻の些細なミスでも暴力をふるうほど激しく叱責したり、息子に対しても苛烈なスパルタ指導など、"完璧な自分の家族"を強要していた。
坂口の娘が結夏に渡した折り紙が「ママをたすけて」のSOSになっており、それを利用した結夏によって坂口の子供の依頼によって宇相吹に狙われることになる。
坂口の娘のSOSの折り紙を多田から知らされ、帰宅して妻を殴りながら問い詰める。業を煮やした坂口はそばにあったドライヤーを手に取り、コードで絞殺しようとするがそれは宇相吹のマインドコントロールで、気が付いた時にはそれで自分の首を絞めていた。そこへ宇相吹が現れ、今回の殺しの依頼の全容を打ち明けられると、多田は自らの出世が坂口を変えてしまったことに激しい動揺を受けるもそれでも尊敬する先輩として守ろうとするが、その守るという発言が逆に彼の自尊心を深く傷つけ、多田が宇相吹を殺すつもりで持っていた包丁を奪い、自ら首を深く切り、自殺してしまう。
死の直前には多田に対して「お前に助けられるなんて、死んでもごめんだ」と長年抱えていた劣等感と嫉妬心、憎悪を顕にする一方で、宇相吹に自らの殺しを依頼した子供たちに対しては、元を辿れば自分が子供たちをここまで追い込んでしまったことを自覚したのか「自分の意志でこう（自殺）したんだ。お前たちは何も悪くない」と寛恕する言葉を言い残した。そのため、妻も子供たちも坂口の死に嘆き悲しんだ。
宇相吹によると、坂口は「補償の防衛機制」であり"多田の中途半端な正義感で生み出された歪んだ人間"であるとのこと。
この事件を通して多田は宇相吹に関する記憶を完全に取り戻すこととなった。
坂口美弥子（さかぐち みやこ）
坂口の妻。夫から裏で苛烈な暴力を受けながらも、夫を一途に愛し続け、元々温厚で真面目だった夫が変貌する原因になった多田を内心憎んでいる。
後に「正義の権力」編（8巻）に再登場。夫の死によって多田への憎悪はさらに増長して遂に殺意の域に達し、より屈辱的に死なせるために、多田が執心している宇相吹に殺させようと考え、宇相吹に対し多田の殺害を依頼しようとするが、宇相吹からは新たに「多田刑事は殺さない」というルールを制定してまで、依頼を頑なに断られてしまう。
それでも多田殺害を諦めきれず、闇サイトの殺しを請け負う犯罪集団を雇い、多田を拉致させる強硬手段に出るが、それを察知した諏訪部ら捜査一課の宇相吹専従班に利用されることとなる。その後、宇相吹と多田の前に現れ、多田をナイフで刺殺しようとするが、宇相吹にマインドコントロールと共に水をかけられ、炎で焼かれる幻覚を見せつけられながら錯乱・ショック死する。
宇相吹は咄嗟に多田を守るために依頼対象でない彼女を殺害することで、初めて自ら殺しのルールを曲げたことに困惑しながらも、喜びを覚え、自分という存在を壊していく多田に対してますます興味を懐き、珍しく「楽しいね…人間は…」と感想を呟くのだった。
坂口の子供たち
坂口の小学校4年生の息子とその妹の幼い兄妹。一見すれば父親を慕う温かい家庭であるが、裏では息子は坂口からテニスのスパルタ教育を受けるなど、美弥子同様に多田への嫉妬心や劣等感から変貌した父に怯える生活を送っていた。
特に父からの当たりがキツい母を救うために、結夏に娘が折り紙を使ってSOSを送った結果、それを利用しようとした結夏の誘導で、宇相吹が殺し屋であると知らずに父を止めるべく依頼をしてしまうが、それがきっかけで目の前で父を自殺で失うこととなる。
2人共「正義の権力」編（8巻）には未登場だったが、結果的に父に続いて母をも失ってしまった彼らのその後の動向は不明。

#### 「過ちの代償」編（6巻）
相澤 涼子（あいざわ りょうこ）
一児の母である主婦。20歳で上司だった15歳上の光明（みつあき）と結婚し、娘の愛莉を儲けるが、遊びたい欲求が抑えきれずSNSで相手を見つけては浮気をしていた。夫が愛莉に対する態度が日に日に冷たくなってきたり、夫に年々似てこないので、娘は当時の浮気相手との間に出来てしまった子供だと不安が募っており、さらに最近学校で噂になっている黒いスーツの不審者（宇相吹）のことを知り、実際に彼の姿を目撃すると、愛莉を不貞の子と疑心を抱く光明が雇った殺し屋であると考えるが、その矢先に現れた田沼から、その正体と愛莉の実の父親であることを打ち明けられ、愕然となる。
真実を突きつけた田沼にヨリを戻そうと迫られるが、目の前で田沼は宇相吹に殺され、彼から一連の依頼の全容を打ち明けられる。そして、その依頼人が愛莉であった上に、娘の残酷かつ陰湿な本性を知り、「この子は誰…？」と恐怖に震えることとなった。
田沼（たぬま）
愛莉のクラスの担任。実は10年前の涼子の浮気相手であり、愛莉の本当の父親である。平時は素朴で実直な教師を演じていたが、その本性は下劣かつ陰湿。
涼子と結婚したくて愛莉の髪の毛をこっそり回収し、DNA鑑定に出したところ自分の娘だったのを愛莉に話すが、小学校で噂になっていた宇相吹を聞きつけた愛莉の依頼により、宇相吹のマインドコントロールで公園の銅像を涼子と思い込まされ、像の手刀で自らの体を串刺しにしに行く形で殺される。
相澤 愛莉（あいざわ あいり）
涼子の娘。10歳。担任の田沼から母親の過去を含めた全てを知らされるも、「私の家族はパパ（光明）とママ（涼子）」だけであるとして、宇相吹に依頼して田沼を口封じがてらに殺害するように依頼した。依頼人であることが判明するまでは天真爛漫な子供らしく振る舞っていたが、その実、秘密を守るためには殺人さえも厭わず、弱みを握る形になった母親に対して子供とは思えないような迫力で凄みを効かせるその姿は、紛れも無く本当の父親（田沼）の遺伝を受け継いでいた。

#### 「教師の栄光」編（6巻）
貫井 拓真（ぬくい たくま）
西杉並高校バレーボール部顧問兼監督。"腑抜けの貫井"とあだ名されるが、実は5年前まで北練馬高校のバレーボールの名監督であり、熱血指導で無名の公立高校を全国優勝に導く存在だった。しかし、本性は泣く子も黙る暴力教師で過去に部員を1人（佐山の兄）、暴力に耐えかねて自殺に追い込んでいるが、当時の部員たちは貫井を恐れて真実を明らかにすることができず、学校側もそれを鵜呑みにしてしまったために何の責任も追求されずに他校に転任し、その後、西杉並高校に赴任した。現在の学校に赴任後、指導方針を一転させた理由は明らかになっていないが、佐山は「兄を殺したことが少しは堪えていたのか？」と推測している。
学校に現れた宇相吹に「蛭川を殺しにきた」と言うので、慌てて部室に駆け付け蛭川らを逃がそうと試みるが、蛭川らには相手にされず、逆に羽交い絞めにされ服を脱がされる悪戯をされるが、宇相吹のマインドコントロールによって暴力教師時代の威勢と、自身の拳が殴った衝撃で指がほとんど欠損し、骨がむき出しになるほどの強烈な怪力を発揮して、蛭川を殴り殺してしまった。蛭川の凄惨な遺体と、自身に恐怖して錯乱しながら逃げる蛭川の仲間たちの様子を目の当たりにして我に返ったところで、宇相吹と共に現れた佐山から、彼が5年前に自殺に追いやった生徒の血縁者であることを明かされ、茫然自失となった。その後は蛭川の仲間が通報した警察に逮捕される。
佐山（さやま）
西杉並高校バレーボール部1年、今回の依頼人。他校からスポーツ推薦が来るほどの実力者だが、貫井のためにわざわざ推薦を断ってまで西杉並高校に入学している。練習の邪魔になる蛭川の殺害を宇相吹に依頼する。
実は5年前に貫井の暴力に耐えかねて自殺した生徒 山神 祐介（やまがみ ゆうすけ）の弟であり、佐山は母方の姓。依頼も死んだ兄の無念を晴らすため。依頼通りに貫井に蛭川殺害の汚名を着せることで逮捕に追いやり、これで彼の犯した罪を白目の下に晒されるのを期待していたが、貫井逮捕後、ネットニュースを見て兄の仇を取ったことに満足するが、同時にコメント欄に貫井に同情するコメントが多く、自らの本当の目的であった『貫井の過去の罪を世の中に知らしめる』ことは果たせなかったことに、悔しさの慟哭を上げた。
蛭川（ひるかわ）
佐山の先輩で、西杉並高校バレーボール部の中でも札付きの不良部員。仲間たち数人と練習時間中に部室を占拠し、顧問の貫井を頭からバカにしており、日頃から不真面目な態度で、バレー部の活動を邪魔している。
そのため、佐山から「貫井の目を覚まさせるため」に宇相吹へ殺しが依頼され、その話を宇相吹自身から聞かされた貫井から逃げるように促されるも、自身は全く信じずに、仲間と共に嘲笑い、さらには嘘で自分たちをビビらせて憂さ晴らししようとしたと勘違いし、「お仕置き」と称して服を脱がそうとするが、宇相吹のマインドコントロールを受けた貫井から頭が胴体から千切れるほどの強烈な一撃を食らい、殺害される。

#### 「夫婦の絆」編（6巻）
源（みなもと）
源家の主人で、酒・ギャンブル・家庭内暴力を繰り返す最低の人物。冒頭で脳出血を起こして病院に搬送された。後遺症として麻痺が残っており、植物人間状態。それでも妻・早苗の希望で生かされており、それを不満に思った息子の隆之介が、宇相吹に依頼して殺すものと警察は断定。警察組織として操作する諏訪部と、独自に操作する多田・百々瀬から警護を受ける。
実はこの話の宇相吹の本当の依頼者であり、自身に陰湿な仕返しをしていた妻の早苗を殺すように頼んでおり、早苗が始末され次第、不倫相手と再婚するつもりだった模様。最終的に全てを知った早苗から積年の恨みを込めてナイフで滅多刺しにされ、死亡する。
源 早苗（みなもと さなえ）
源家の妻。長年夫の暴力やギャンブルに苦しめられながらも息子や世間体のために離婚せずに耐えていたが、旦那が倒れる数日前に家に指輪が届き、結婚20年目の記念として用意されたものと悟ったことから、植物人間となったどうしようもない旦那を憎みきれず、介護している。
実はこの話の宇相吹の殺しのターゲット。実は暴力に耐えながらも、食事に洗剤や害虫を混ぜ込むなど陰湿な仕返しをしていた。それを見てしまった夫は自身の命を守ることと、不倫相手との新しい人生を歩むために宇相吹に自身を殺すよう依頼していた。自身へのプレゼントと思い込んでいた指輪も不倫相手に贈るためのものだった。
旦那が植物人間となったことで依頼を降りることにした宇相吹から全てを明かされた結果、抑えていた憎悪を爆発させて旦那を滅多刺しにして殺害し、自身も自暴自棄になって宇相吹が本来殺しに使うために用意していた“毒物”（と思い込まされた栄養ドリンク）を飲んで死ぬ。
源 隆之介（みなもと りゅうのすけ）
源家の1人息子。最低極まる父親を憎んでおり、その父親が倒れ、一生介護しなければならないことを告げられると「死なないんだったらいっそのこと、殺してやりたいくらいだぜ！」と吐き捨てて家出して行方不明となる。そのため、警察は宇相吹に殺しを依頼した重要参考人としてマークしていた。
後に警察に身柄確保されるも当人は無関係であることを主張。実際に今回の依頼とは全く関係ないことが発覚する。

#### 「通じない男」編（7巻）
田ノ上（たのうえ）
宇相吹事件専従捜査班第二班所属の警部補の刑事。真面目な性格で第二班の良心と仇名されている。
実は伊達の元同僚であり、10年前に仕事のストレスが祟ってギャンブルに嵌り、借金を背負ってしまったことからその返済のために、魔が差して署内の証拠品の中から金品を盗んでしまった。その現場を伊達に抑えられてしまうが、その不正を告発される前に伊達が逮捕されたためその悪事は闇に葬られた。
宇相吹に伊達を殺させるため、邪魔な多田を警棒で殴って気絶させたつもりだったが、その直前に宇相吹にマインドコントロールをかけられており、伊達を撲殺してしまったことで、逮捕。それに伴い全ての悪事が露見した。
伊達 春夫（だて はるお）
元警視庁江戸川署の刑事。多田と同じく、宇相吹の能力が"通じない"人間である。10年前に女子大生を刺殺して住居侵入・傷害致死の罪で起訴され、その後精神疾患を起こし医療刑務所に収監される。物語の時点で出所していた。正義感が強く、融通も効かない性格のため、刑事仲間からは孤立していたが、宇相吹からはそこを見込まれることとなった。
10年前の事件の真相は、宇相吹を捜査する中で、痴情のもつれから彼に友人の女子大生を殺害するように依頼をした女性と接触し、目標とされた女子大生の部屋に駆けつけると、丁度そこで殺しを行おうとしていた最中の宇相吹と鉢合わせ、制止しようとするが、揉み合いの中で、自身が“通じない”人間であることに気づいた宇相吹から試されるかのように、部屋にあった包丁で自分を殺してほしいと頼まれ、「貴方が僕を殺さなければ、僕がこのまま彼女を包丁で刺し殺す」と究極の選択を迫られる中、自身の信じてきた正義に対して迷いを起したことで宇相吹のマインドコントロールにかかってしまい、女子大生を刺殺してしまったという経緯であったが、その後、宇相吹に殺しを依頼した女性も罪悪感に耐えかねて精神を病んで自殺してしまい、結局伊達一人が殺人の汚名を背負う結果となり、宇相吹からもこの結果に心底失望された。
多田・田ノ上と初めて会った時はまともに目も合わせてもらえないほど、精神が衰弱していたが、多田の献身的なアプローチで10日である程度の会話ができ、自身が逮捕されるきっかけとなった事件の真相を語れるまで回復した。しかし、伊達が再起することで過去に個人的に犯していた悪事が露呈されることを危惧した田ノ上によって、諏訪部に密告。作戦のため伊達が殺害した女子大生の両親に宇相吹を使って伊達の殺しを依頼され、最終的に宇相吹事件専従捜査班の監視を逆手にとった宇相吹の策略でマインドコントロールされた田ノ上によって警棒で撲殺される。宇相吹にとっても伊達とは10年ぶりの再会だったが、既に伊達への興味は失っており、「彼は僕の中ではとっくに終わった人―――ただの塵だ」と珍しく冷酷な表情を顕にしながら吐き捨てるのだった。
一方で、息を引き取る直前に多田に娘の写真と「あるもの」が隠されたロケットペンダントを託しながら「宇相吹に勝ちたいなら「覚悟」を決めろ…！ 正義のために悪になる覚悟を…!!」という助言を遺し、この助言は後々に宇相吹と対峙する多田に大きな影響を与えることとなる。

#### 「見て見ぬフリ」編（7巻）
森尾（もりお）
居酒屋店のオーナー店長。涙もろく、困っている人物を見ると昔から見て見ぬふりができない性格。バイト面接に応募してきた真奈を雇い、懸命に働く姿に好意を持ち交際するようになる。しかし、元彼の追手を怖がる真奈に見るに堪えかね、元彼の殺害を宇相吹に依頼する。
実は後述の理由に薄々気づいてはいるが、目を瞑り続けていただけにすぎず、「隔離の心理」で自分の心に嘘をつき続けていただけだった。そのことを宇相吹に指摘された後は耐えきれなくなり、彼女と心中する道を選ぶ。
真奈（まな）
森尾の店にアルバイト応募にやってきた24歳の女性。彼氏のDVに耐えきれずに着の身のままで逃げてきたという。よく働くが、仕事中に元彼の姿を気にしていたり、外へ出るときは変装をしたりしている。
実は1年前にDVに耐えかねた彼氏を殺害して、さらに追手の警官を1人殺した岸村 多加子という元ホステス。真実に耐えきれなくなった森尾に殺される。

#### 「少女の夢」編（7巻）
マドカ
4人組バンド、「RAPPORT（ラポール）」のボーカル。大学の仲間で結成してプロを目指そうと励んでいるものの、バンドとしての実力が今一つ足らない状態。レコード会社のプロデューサー・周防（すおう）からソロデビューの話が来ているが、メンバーを裏切れない気持ちがあって悩んでいる。新曲の練習中に宇相吹が現れ、「君たちを殺しに来た」と言うのでソロデビューを納得させるために周防が雇ったと思い込んでいたが、宇相吹が録音していた他のメンバーが自分の陰口をいっていた音声を聞いて仲間割れ。宇相吹に「周防さんの依頼通り3人を殺せば？」と発言した途端、宇相吹が猫に餌をあげるために現場からとんぼ返りした。直後、激昂したドラマーとベーシストのカナ・レイラに殴り殺される。
ハルコ
「RAPPORT（ラポール）」のギタリストでバンドのメインコンポーザー。今回の依頼人。マドカ1人がソロデビューするのが許せず、カナ・レイラの2人に殺させるように宇相吹に依頼した。マドカが死亡した後は周防からソロデビューの話がきている。依頼が完了して宇相吹に感謝していたが、周防がマドカにしていたことを引き継いでほしいと言われ、真実を知り驚愕する。

#### 「ヒーローの条件」編（8巻）
秋元（あきもと）
食品会社の課長。息子からヒーローとして深く尊敬されている。吉村から駒込部長の指示で食品偽造をしていることを知り、証拠を集めて告発しようと吉村と共に極秘裏に行動するが、告発しても会社の倒産は免れず、宇相吹に依頼して駒込と吉村を始末していた。しかし依頼が会社の不正を知るものを殺してほしいだったので、それを知ってしまった妻子の殺害をキャンセルさせるため投身自殺する。
吉村（よしむら）
会社の清掃アルバイト。カードローンの返済に追われており、弱味に付け込まれる形で駒込から偽装の片棒を担がされた。秋元の依頼で宇相吹に焼死と錯覚させられて死ぬ。実際は不正の証拠がコンロで燃えただけの小火に過ぎなかった。部屋が香水臭く、それが元で秋元の妻子が不正に気付かれることになってしまう。

#### 「絆の在り方」編（8巻）
貴樹（たかき）
宇都宮家の養子。16歳。1歳のころに児童施設の前で捨てられ、その後子供のいない宇都宮夫婦に引き取られる。素行が悪く高校も停学中だが、引き取られた宇都宮夫妻には感謝している。ある日自分を捨てた本当の母親から手紙が届き、場の空気から不審に思って義両親の跡をつけていたら宇相吹に実の母親の殺害を依頼していて、宇相吹に殺害に同行させてほしいと頼む。しかし、実の母親への殺意はなく一回会って問い詰めて殴りたいという理由である。
実母の住むアパートへ宇相吹と乗り込み、殴ろうと向かうが、当の実母は酒で体を壊して重体であった。うわ言で実母が泣きながら謝罪しているのを見て貴樹も涙を流し、復讐は頓挫。実母の死を見届けた後は、家に向かうが義両親の依頼で貴樹も殺すことになったと宇相吹に告げられ、飲んでいるコーヒーに毒を入れたと錯覚させられ、毒が回りきるわずかな時間で義父を金属バットで殴り殺す。その場にいた義母についてその後は明確になっていない。
倉木 紀子（くらき のりこ）
貴樹の実母。事情から貴樹を捨てることになったことを後悔しており、一度引き取りに貴樹の育ての父に詰め寄るが金を渡して追い返されており、それがショックで酒浸りになり命を縮めることになる。宇相吹に目の前に息子がいると、呼びかけられたことで目覚め呼吸器を外して駆け寄り最初で最後の対面をした後死ぬ。宇相吹がマインドコントロールを用いずに殺害した唯一の人物である。
宇都宮（うつのみや）
貴樹の育ての親。会社を経営している。子供に恵まれず、貴樹を引き取るが素行が悪く厄介者なので手を焼いているが、それでも愛情をもって育ててきたと宇相吹に伝えている。貴樹の実母が会わせてくれとしつこいので宇相吹に殺害を依頼する。
しかし、本心では貴樹の素行にうんざりしており自分たちの間にようやく子供ができたことを知ると掌を返し、貴樹の殺害を宇相吹に依頼する。下劣な笑いを浮かべていたが、裏切られた悔しさで怒りに燃えた貴樹に殴り殺される。

#### 「忘れられた男」編（9巻）
大畑 清（おおはた きよし）
今回の宇相吹のターゲット。現役中は仕事熱心に働いていたが、昨年の定年退職していて、物忘れが段々激しくなっている。宇相吹に連れられて来たSMキャバクラで隣に座ったキャバ嬢と一晩セックスをした後、キャバクラ嬢から殺しのキャンセルの条件のひとつである"依頼人を殺す"の通り、妻を殺したつもりだったがなぜか昔の不倫相手を殺していた。
数年前に車で大事故を起こしていて入院しており、記憶障害はその後遺症。事故前は無茶苦茶な生活をしており、不倫相手のマンションに毎日のように通っていた。妻が殺しの依頼をしていたと勘違いしていて、実際は何もかもが忘れていく自分が嫌になり、妻を忘れてしまう前に自分を殺してほしいと自分で宇相吹に依頼していた。
最期に宇相吹の問いかけに本来の目的を忘れてしまったので宇相吹にオモチャのピストルで殺される。

#### 「大切な我が子」（9巻）
土井 育美（どい いくみ）
専業主婦。玩具メーカー開発の旦那と1人息子の章太郎と3人家族。ママ友のグループに注意されたりと忘れ事が多い人物。高杉に何かと注意されるので「子供と静かに暮らしたいだけ」とストレスを抱えており、子供との生活の邪魔になる者の抹殺を宇相吹に依頼する。
実は元は旦那のいた会社に開発スタッフとして携わっていたが、夫とできちゃった結婚をして退職。育美のいう子供とは自分が開発した玩具のことであり、それは元上司に手放しで認められる代物であった。邪魔になった高杉・夫・章太郎の始末を宇相吹に依頼していた。真実を知った夫に撲殺され、夫も直後に自殺する。息子の章太郎は現場検証時に「子供が助かったのが不幸中の幸い」と言及されている。
高杉（たかすぎ）
ママ友グループのリーダー的存在。忘れ事の多い育美を責めるので育美からは邪魔者と見られており、ストレスを抱えていたが本当は玩具開発に没頭する育美に熱心に忠告したり、半ば育児放棄されている章太郎の面倒を夜遅くまで見るほどの好人物。宇相吹のマインドコントロールで電車に轢断される。

#### 「過去との対峙」（9巻）
岩淵（いわぶち)
多田の同僚。5人の子供を抱えている。偶然、見かけた宇相吹を尾行するが、それは殺害の現場を目撃させて、多田を誘い出すための宇相吹の仕込みだった。
しかしそれを察知していた南条によって殺害される。
標的の男
宇相吹が多田を引きずり出すために、14話「正義の味方」と同じやり方で焼死させられようとしていたが、寸前で割って入った南条に殺害される。
出張中の依頼人の恋人に手を出したのが理由であったが、依頼人がどうなったのかは不明。

#### 「処刑教室」（9巻）
岡部 春菜（おかべ　はるな）
女子中学校でイジメを受けている少女。彼女以外のクラス全員が宇相吹のマインドコントロールにかけられた。
舞歌から自分を殺すように懇願されるがすんでのところで多田に止められる。
舞歌の言葉をそのまま受け止めると春菜も対象に入る筈であり、実際に再登場時に春菜自身がそう呟いているが、彼女が当初マインドコントロールされなかった理由は不明である。
しかし宇相吹への恐怖が再登場時に破滅を招く事になる。
藤原 舞歌（ふじわら まいか）
春菜をイジメていた一人。元は春菜の親友で自分がイジメの対象から逃れるために春菜をいじめるようになったが、良心の呵責から宇相吹に「クラス全員を殺す」ことを依頼するも、それを後悔して春菜に自分を殺すように懇願する。

#### 「真剣なお付き合い」編（10巻）
西村 貞夫（にしむら　さだお）
63歳の会社員。娘の倫香の恋人となった神谷が女にだらしない人間でありながら、倫香が一途な思いを捧げている事から「娘以外に神谷が付き合っている女」を殺すよう宇相吹に依頼する。
しかし妻の本性については気付かず、また宇相吹に先回りした南条によって自宅で妻子と神谷が殺害されているのを見て茫然自失となる。
西村の妻
上司だった西村と20歳以上離れた年の差婚をしたが、倫香が生まれた後は「女」ではなく「母」となったことに不満を抱いており娘の連れて来た神谷と浮気をしている。
西村 倫香（にしむら りんか）
西村の娘。19歳。父親からは溺愛されていたが、ピザ屋のバイトで出会った神谷の恋人となった事で反抗する。宇相吹の計画では自宅で母と神谷の密会現場に鉢合わせさせられる予定だったが、既に二人を殺して待ち伏せていた南条によって殺害される。
神谷 海人（かみや かいと)
28歳のバンドマン。倫香の恋人になったが、女にだらしなく複数人の恋人をもうけている。そのうち一人は宇相吹に殺害されたが、密会中に倫香の母、帰ってきた倫香ともども西村の自宅で南条に殺害される。

#### 「Crossing the line」編（10巻）
若畑 咲良（わかはた さくら)
24歳の会社員。施設の出身で南条に可愛がられ「お兄ちゃん」と呼んでいる。就職先の池越部長に日常的にセクハラされており、他の社員も見て見ぬふりをしていた事から宇相吹に池越の殺害を依頼する。
しかし良心の呵責から南条に相談すると、宇相吹を止めるため南条によって殺害される。
池越　(いけこし）
咲良にセクハラを繰り返していた上司。咲良の依頼で宇相吹に狙われたが、すんでのところで依頼人の死を知った宇相吹からマインドコントロールを解かれる。
しかし自宅に帰ったところで南条に「咲良が世話になった」と妻共々殺害される。

#### 「予言の自己成就」編（10巻）
岡部 春菜（おかべ　はるな）
「処刑教室」からの再登場。宇相吹を恐れるあまり舞歌と逃げ出そうとするが「予言の自己成就」効果により逃げ出せないと思い込み、舞歌と二人で宇相吹を呼び出して殺害しようとする。
しかしマインドコントロールされた舞歌の手で自分が殺害されてしまう。
藤原 舞歌（ふじわら まいか）
「処刑教室」からの再登場。クラス全員の殺害を依頼してしまった事で精神的に追い詰められ、自殺を図ろうとするも出来ずに苦しんでいた。
宇相吹に精神的に追い詰められ、春菜を殺してしまった事で恐慌していたところで「依頼人を殺害する事で宇相吹を止める」つもりで近づいた南条に襲われるが、そこで宇相吹に助けられ入院し、次の「A Confession」でも登場する。

#### 「A Confession」編（10巻）
家出少女
南条が手なずけており、何かあれば宇相吹に赤井の娘の殺害依頼をするように指示されていた。
当人はそれ以外の事は何も知らず、警察の取り調べでも「言われた通りやっただけ」と答えてその後の登場は無い。
元から何も知らず、また宇相吹が能力を失って殺害に失敗した事もあり、宇相吹に殺害を依頼して何もなかった唯一の人間である。
赤井の娘
南条が彼女を人質として赤井を脅迫して脱走するために利用される。
警察に保護されるが宇相吹の居場所を偶然耳にして、南条に殺害された父の復讐のために宇相吹を襲撃する。
軽くあしらわれてオモチャのナイフを突き立てられるが、このとき宇相吹は能力を失っていたために無事であった。
劇中、宇相吹に狙われていながら、依頼人の死や精神崩壊以外の理由で死を免れた僅かな存在である。

#### 「The someone behind」編（11巻）
折坂 真理恵（おりさか まりえ）
4巻の「顔」編からの再登場。
自分の顔と人生を破壊した宇相吹を深く憎んでいる。
復讐のため宇相吹がよく来ると聞いたSMバーで働いているが、そこで宇相吹が能力を失ったと聞き、依頼を装って待ち伏せして殺害するつもりだったが、それは宇相吹の能力を取り戻させようとした有馬の仕込みであり、その有馬に殺害される。
有馬の母
もともとは普通の主婦だったが、5年前に気功の「研究所」に入れ込んでそこの師範に洗脳されてしまう。
止めようとした夫を刺して負傷させ家庭は崩壊し、それが原因で「研究所」は潰れるが洗脳は解けず、家をゴミ屋敷に変えてしまい、訪れた娘に対しても「穢される」「呪われる」と一方的に罵倒するだけとなる。
能力を取り戻した宇相吹は有馬との約束通り洗脳を解くが、正気に戻った結果、ゴミと引き替えに家庭を崩壊させた自らの行為を悔やみ、娘への謝罪の遺書を残して自殺してしまう。
宇相吹はこの結末に対し普段の「愚かだね～」ではなく「一度壊れたものは二度と元には……」と評している。

#### 「トイレの殺し屋」編（12巻）
豊田　岳（とよだ　たけ）
最後の依頼人。劇中ではカタカナで「タケ」と呼ばれる。交通事故で両親を失ってから、ずっと姉に育てられてきた。
己の全てを犠牲にして自分を育てようとする姉の愛を次第に重荷に感じるようになり宇相吹に依頼をする。
その内容は当初、姉の元婚約者の殺害かと思われたが、宇相吹からそれを伝えられた姉が「弟を犯罪者にしないため」に元婚約者を自ら殺害しようという挙に出た場合、これ以上姉を不幸にしないため自分を殺す事を宇相吹に頼んだものであり、姉の行動を知った直後に死亡する。
自らの死という結末ではあるが、宇相吹への依頼が「思惑通りの結果」になった、数少ない依頼人である。
タケの姉
弟タケを親代わりとして育て、またタケの身代わりになって事故で足を引かれて麻痺し車椅子の生活を余儀なくされた事で婚約破棄される。
それでもタケを責める事はなく、笑顔を見せ続けた事がかえって弟を追い詰めて宇相吹に相談させてしまう結果を招く。
当人はかけつけた百瀬に助けられるが、タケは死亡してしまい狂乱する。

#### 「電話ボックスの殺し屋」編（12巻 最終話）
電話ボックスの殺し屋
宇相吹同様に都市伝説で「殺し屋」として語られる謎の男。
宇相吹とは異なり黒いスーツではなく、多田が警察を辞めて宇相吹を追っていた時のようにモッズコートをまとい、マスクで口元を覆い、また多くの猫を引き連れている。
多田や宇相吹との関係は不明。
最後にこの男が「愚かだね… 人間は」と語るところで話は幕を閉じる。

## 書誌情報
- 宮月新（原作）、神崎裕也（漫画）『不能犯』 集英社〈ヤングジャンプ・コミックス〉、全12巻
  1. 2014年1月09日発売[2]、ISBN 978-4-08-879730-4
  2. 2014年9月19日発売[3]、ISBN 978-4-08-879890-5
  3. 2015年4月17日発売[4]、ISBN 978-4-08-890137-4
  4. 2016年2月19日発売[5]、ISBN 978-4-08-890366-8
  5. 2016年11月18日発売[6]、ISBN 978-4-08-890417-7
  6. 2017年9月19日発売[7]、ISBN 978-4-08-890750-5
  7. 2018年1月19日発売[8]、ISBN 978-4-08-890852-6
  8. 2018年6月19日発売[9]、ISBN 978-4-08-891021-5
  9. 2019年2月19日発売[10]、ISBN 978-4-08-891214-1
  10. 2019年10月18日発売[11]、ISBN 978-4-08-891393-3
  11. 2020年8月19日発売[12]、ISBN 978-4-08-891682-8
  12. 2021年1月19日発売[13]、ISBN 978-4-08-891767-2

## スピンオフ
- 原案：宮月新、著：ひずき優、原作：宮月新・神崎裕也、集英社オレンジ文庫
  - 小説 不能犯 女子高生と電話ボックスの殺し屋　2018年2月20日発売[14]、ISBN 978-4-08-680181-2
  - 小説 不能犯 墜ちる女　2019年1月18日発売[15]、ISBN 978-4-08-680236-9

## 映画
同名タイトルの映画が、2018年2月1日に公開。PG12指定。

### 登場人物（映画）
- 宇相吹正 - 松坂桃李[1]
- 多田友子[注 1] - 沢尻エリカ[17]
- 百々瀬麻雄[注 2] - 新田真剣佑[18]
- 川端タケル - 間宮祥太朗[18]
- 赤井芳樹 - テット・ワダ[19]
- 若松亮平 - 菅谷哲也[19]
- 前川夏海 - 岡崎紗絵[19]
- 木島功 - 水上剣星[19]
- 鳥森広志 - 小林稔侍[19]
- 羽根田健 - 忍成修吾[19]
- 羽根田桃香 - 水上京香[19]
- 櫻井俊雄 - 今野浩喜[19]
- 夜目美冬 - 矢田亜希子[18]
- 河津村宏 - 安田顕[18]
- 木村優 - 真野恵里菜[18]
- 夢原理沙 - 芦名星[18]
- 榊克明 - 久保田秀敏
- 西冴子 - 堀田茜[19]
- 加島夏美 - 永尾まりや
- 矢崎太一 - 鈴之助
- 風間雅之 - 森岡豊
- 荒川晋平 - 松本享恭
- 上野琢巳 - 松澤匠
- 箕輪修 - タイチ
- 看護師 -　松元絵里花

### スタッフ
- 原作 - 『不能犯』（集英社「グランドジャンプ」連載 原作・宮月新 / 画・神崎裕也）
- 監督 - 白石晃士[1]
- 脚本 - 山岡潤平、白石晃士
- 音楽 - 富貴晴美
- 主題歌 - GLIM SPANKY「愚か者たち」（UNIVERSAL MUSIC）
- 製作 - 岡田美穂、村田嘉邦、勝股英夫、水野英明、木下暢起、三宅容介、森川真行
- エグゼクティブプロデューサー - 吉條英希
- 企画・プロデュース - 中畠義之、森川真行
- プロデューサー - 大畑利久、石塚清和
- 共同プロデューサー - 宮城希、清家優輝
- ラインプロデューサー - 小泉朋
- 撮影 - 高木風太
- 照明 - 豊見山明長
- 録音 - 石貝洋
- 美術 - 中川理仁
- 装飾 - 藤田徹
- VFXスーパーバイザー - 鹿角剛
- スタイリスト - 中井綾子、長瀬哲朗（沢尻エリカ担当）
- ヘアメイク - 村木アケミ
- 編集 - 和田剛
- 音響効果 - 岡瀬晶彦
- スクリプター - 阿保知香子
- 助監督 - 吉村達矢
- 制作担当 - 鍋島章浩
- 配給 - ショウゲート
- 制作プロダクション - ファインエンターテイメント
- 製作 - 「不能犯」製作委員会（関西テレビ放送、博報堂DYミュージック&ピクチャーズ、エイベックス・ピクチャーズ、BigFace、集英社、ポニーキャニオン、ファインエンターテイメント）

### 関連商品
ノベライズ
- 映画ノベライズ 不能犯（著：希多美咲、原作：宮月新・神崎裕也、集英社オレンジ文庫、2018年1月19日発売、ISBN 978-4-08-680174-4）

CD
- 映画「不能犯」オリジナル・サウンドトラック（音楽:富貴晴美、エイベックス・クラシックス、2018年1月31日発売、AVCL-25955）

DVD
- 不能犯【DVD豪華版】（エイベックス・ピクチャーズ、2018年7月13日発売、EYBF-12000/1）
- 不能犯【DVD通常版】（エイベックス・ピクチャーズ、2018年7月13日発売、EYBF-12003）

Blu-ray
- 不能犯【Blu-ray豪華版】（エイベックス・ピクチャーズ、2018年7月13日発売、EYXF-12002/B）

## ドラマ
同名タイトルのdTVオリジナルドラマが2017年12月22日より配信された。全5話。
地上波ではカンテレにて、1話から4話までが2018年1月17日から4週にわたって放送された。

### 登場人物（ドラマ）
- 宇相吹正 - 松坂桃李 : 殺し屋。思い込みの力（マインドコントロール）だけで人を殺す。
- 多田友子 - 沢尻エリカ : 刑事。不可解な事件を追う。
- 荒川晋平 - 松本享恭 : 多田友子の部下の刑事。
- 木島功 - 水上剣星 : 木島ファイナンス代表。
- 上野琢巳 - 松澤匠 : 木島ファイナンス社員。
- 箕輪修 - タイチ : 木島ファイナンス社員。

第1話「隠したい過去」
- 加島夏美 - 永尾まりや : 風間の婚約者。過去のAV出演をネタに矢崎から脅される。
- 風間雅之 - 森岡豊 : 丸和グループ御曹司。加島夏美の婚約者。
- 矢崎太一 - 鈴之助 : 風間の後輩。高級和食店の板前。

第2話「賭ける男」
- 桜井康一 - 永井大 : サラリーマン。息子が難病で入院中。
- 桜井恵美 - MEGUMI : 康一の妻。
- 迫田学 - 井澤勇貴 : 康一の同僚。康一と共同で宝くじを購入。

第3-4話「神待ちサイトの悪魔」
- 安藤貴哉 - 平岡祐太 : 四ノ宮女子高校教諭。正義感が強く不正を見逃せない。
- 教頭 - 梨本謙次郎 : 四ノ宮女子高校教頭。
- 別所麻美 - 佐藤仁美 : 四ノ宮女子高校教諭。
- 香月塔子 - 伊藤ゆみ : 四ノ宮女子高校教諭。教材費で不正を行う。
- 今井春香 - 萩原みのり : 四ノ宮女子高校生徒。千野智美の友人。
- 千野智美 - 伊藤優衣 : 今井春香の友人。万引が原因で中退。
- 内藤大輔 - 増田修一朗 : 刑事。
- 塚原亮太 - 菅原健 : 刑事。
- アナウンサー - 堀田篤

第5話「騙す女」
- 宮前香苗 - 岸明日香 : 迫田学の婚約者。

### スタッフ（ドラマ）
- 原作 - 『不能犯』原作:宮月新/画:神崎裕也（集英社）
- 監督 - 内藤瑛亮
- 脚本 - 山岡潤平
- 音楽 - 富貴晴美
- プロデュース - 上田徳浩、堀切八郎
- プロデューサー - 内部健太郎、松村尚
- 制作 - カンテレ、ファインエンターテイメント
- 製作著作 - エイベックス通信放送

### 放送日程
- 第1話「隠したい過去」 2018年1月17日
- 第2話「賭ける男」 2018年1月24日
- 第3話「神待ちサイトの悪魔」（前編） 2018年1月31日
- 第4話「神待ちサイトの悪魔」（後編） 2018年2月7日
- 第5話「騙す女」 ※dTV配信のみ

### ソフト化
- dTVオリジナルドラマ「不能犯」（DVD、エイベックス・ピクチャーズ、2018年7月13日発売、EYBB-12004）